# Ucraina
Ucraina (în ucraineană Україна, transliterat: Ukraiina, AFI /Ukra'jina) este o țară în Europa Orientală. Are frontieră cu Rusia - în nord-est, Belarus - în nord, Polonia, Slovacia și Ungaria - în vest, România și Republica Moldova - la sud-vest, Marea Neagră și Marea Azov - la sud. Capitala Ucrainei este orașul Kiev.
În timpul Evului Mediu, zona a fost centrul cheie al culturii slavilor estici, puternicul stat Rusia Kieveană formând baza identității ucrainene. În urma fragmentării acesteia din secolul 13, teritoriul a fost disputat, condus și împărțit de o varietate de puteri, precum Uniunea statală polono-lituaniană, Austro-Ungaria, Imperiul Otoman și Rusia. O republică cazacă s-a ridicat și a prosperat în timpul secolelor 17 și 18, dar teritoriul ei a fost împărțit între Polonia și Imperiul Rus. După Al Doilea Război Mondial, partea occidentală a Ucrainei a devenit parte a Republicii Sovietice Socialiste Ucrainene și întreaga țară a devenit parte a Uniunii Sovietice ca entitate statală unică. În 1991, Ucraina a obținut independența de la Uniunea Sovietică ca urmare a destrămării sale la sfârșitul Războiului Rece.

## Etimologie
Numele "Ucraina" provine din termenul ukraina din slava veche răsăriteană, termen ce înseamnă "la margine", "teritoriu de graniță" sau "în teren". Este derivat din u ("lângă") și substantivul slav krai ("regat, ținut"). Teritoriul și-a primit acest nume fiindcă în momentul invaziei tătare din secolul al XIII-lea se afla în zona de frontieră a Rusiei medievale. A fost cunoscută (mai ales în perioada țaristă) și sub numele de "Rusia Mică", prin contrast cu "Rusia Mare", când principatul său medieval s-a separat de restul Rusiei, în urma invaziei tătare. În limba ucraineană kraina înseamnă "țară".

## Istorie

### Preistorie și istorie antică
Cele mai vechi așezări umane de pe teritoriul Ucrainei datează din preajma anului 4500 î.Hr., perioada de înflorire a culturii Cucuteni, din neolitic, într-o arie largă ce acoperă părți din Ucraina de astăzi, precum și întreaga regiune Nipru-Nistru. În timpul epocii fierului, teritoriul a fost locuit de cimerieni, sciți și sarmați. Între 700 î.Hr. și 200 î.Hr. a făcut parte din Sciția. Mai târziu, au fost fondate colonii grecești, romane și bizantine, cum ar fi Tyras, Olbia și Hermonassa, începând cu secolul al VI-lea î.Hr., pe malul nord-estic al Mării Negre, și care au înflorit până în secolul al VI-lea d.Hr.. În secolul al VII-lea, estul Ucrainei a făcut parte din statul bulgarilor. La sfârșitul acelui secol, majoritatea triburilor bulgare au migrat în diferite direcții, iar teritoriul locuit de ele a căzut în mâinile hazarilor.

### Epoca de Aur a Kievului

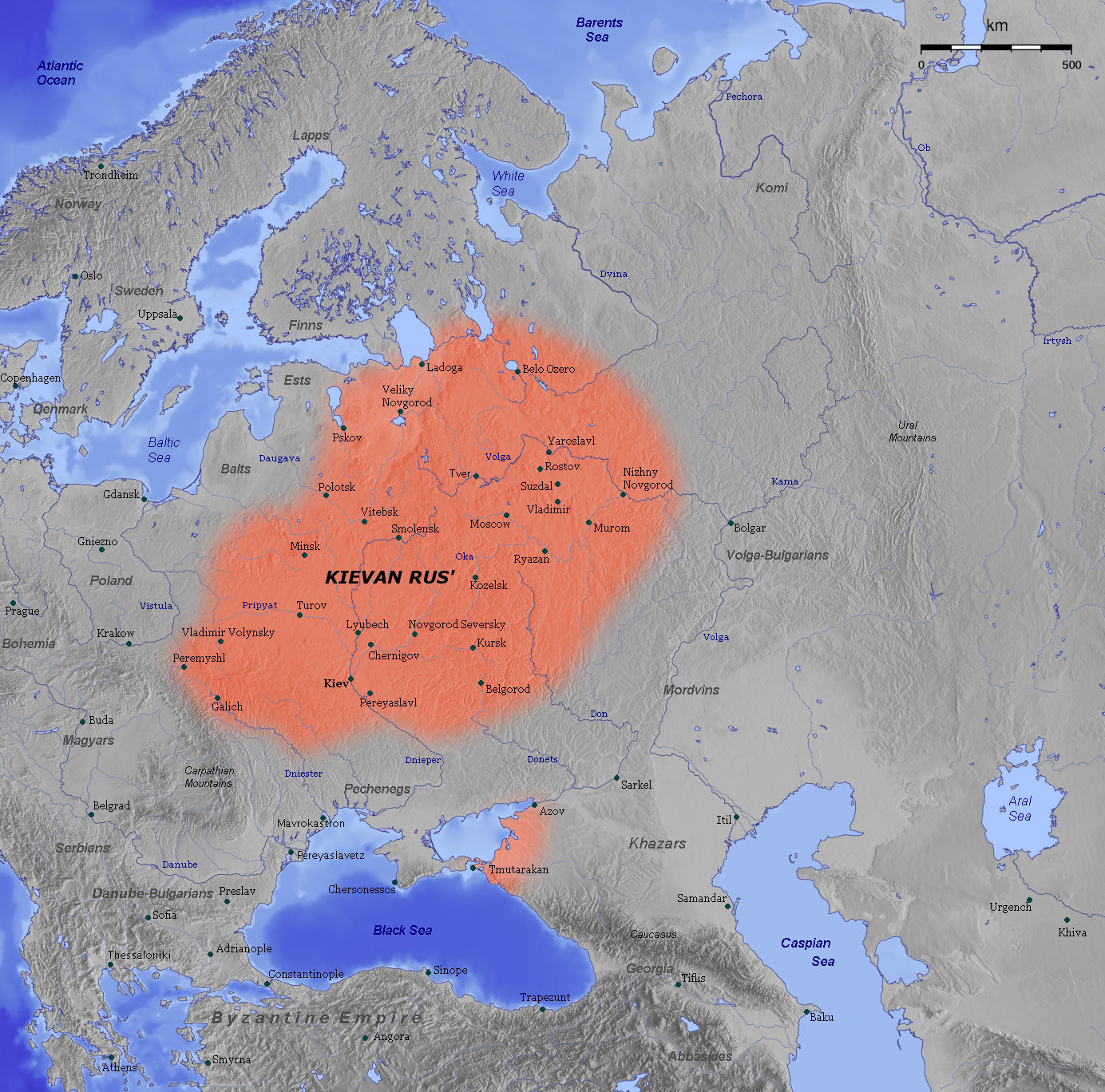
Hartă a Rusiei Kievene în secolul al XI-lea. În timpul Epocii de Aur a Kievului, teritoriul Rusiei Kievene ocupa mare parte din Ucraina de astăzi, precum și vestul Rusiei, Belarusului și estul Poloniei.

În secolul al IX-lea, mare parte din Ucraina de astăzi era populată de ruși, care formaseră statul numit astăzi Rusia Kieveană. În secolele al X-lea și al XI-lea, acest stat a devenit cel mai mare și mai puternic din Europa. În secolele care au urmat, acesta a pus bazele identității naționale a ucrainenilor, precum și ale identităților altor popoare slave răsăritene. Kiev, capitala Ucrainei moderne, a devenit cel mai important oraș al Rusiei. Conform Cronicii lui Nestor, elita rusă era constituită, inițial, din varegii din Scandinavia. Varegii au fost, ulterior, asimilați de populația slavă locală și au devenit parte din prima dinastie rusă, dinastia Rurik. Rusia Kieveană era compusă din câteva cnezate (principate) guvernate de cnejii înrudiți din dinastia Rurik. Cnezatul Kievului, cel mai prestigios și influent din toate principatele, a devenit subiectul rivalităților între rurikizi, fiind premiul cel mai de preț în lupta lor pentru putere.
Epoca de Aur a Rusiei Kievene a început cu domnia lui Vladimir cel Mare (Volodîmîr, 980–1014), care a îndreptat Rusia spre creștinismul bizantin. În timpul domniei fiului acestuia, Iaroslav cel Înțelept (1019–1054), Rusia Kieveană a atins apogeul dezvoltării culturale și al forței militare. Aceasta a fost urmată de fragmentarea progresivă a statului, importanța puterilor regionale crescând din nou. După o ultimă revigorare, în timpul domniilor lui Vladimir Monomah (1113–1125) și a fiului său Mstislav (1125–1132), Rusia Kieveană s-a divizat în principate separate. Invazia mongolă din secolul al XIII-lea a devastat Rusia Kieveană, Kievul fiind complet distrus în 1240. Pe teritoriul Ucrainei de azi, Rusia Kieveană a fost urmată de principatele Halici și Volînia, care au fost unite, ulterior, sub numele de Halici-Volînia.

### Dominația străină

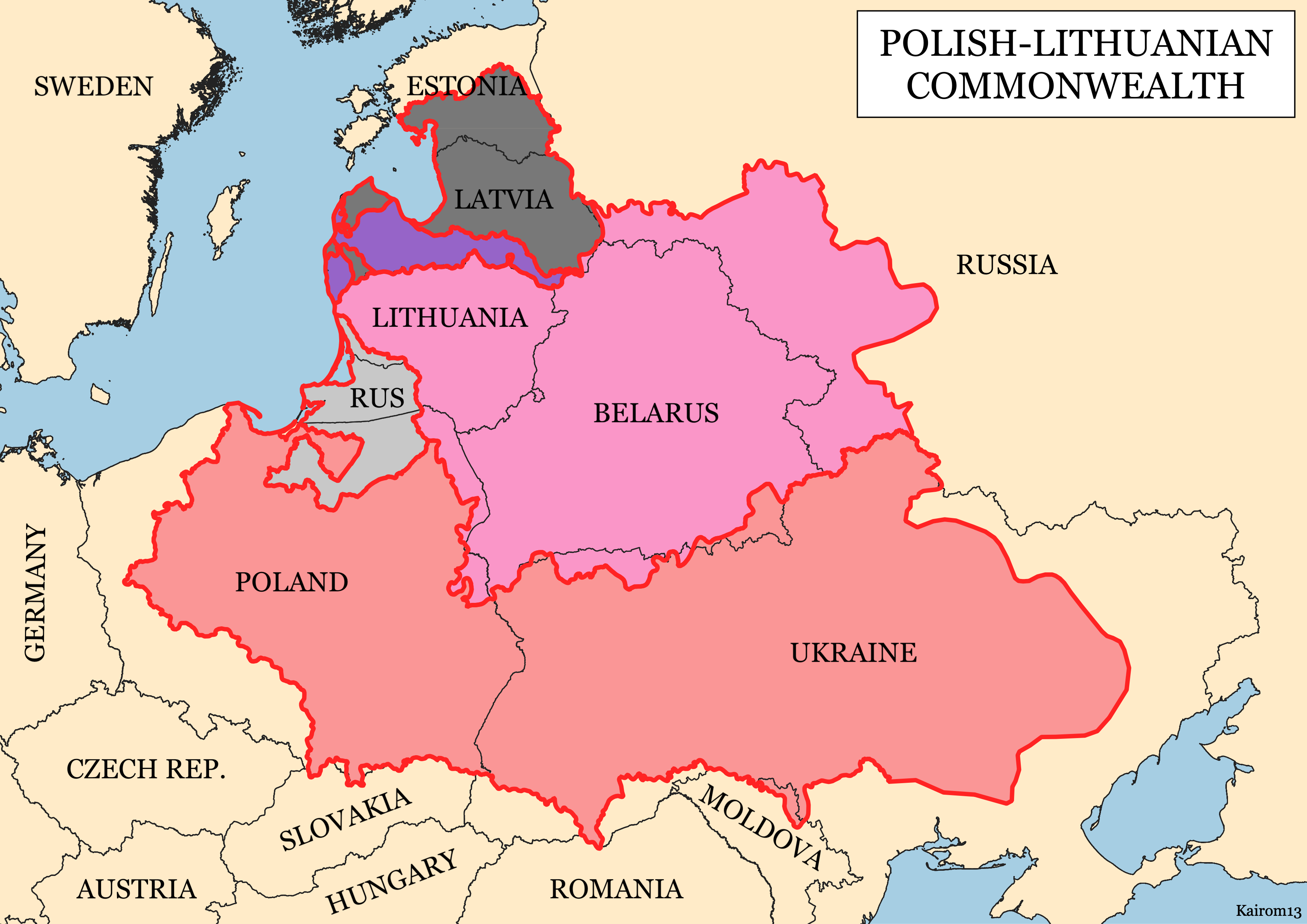
În secolele ce au urmat invaziei mongole, mare parte din Ucraina a fost controlată de Lituania (din secolul al XIV-lea) și, după Uniunea de la Lublin (1569), de Polonia, după cum se vede în această hartă a Uniunii Polono-Lituaniene din 1619.

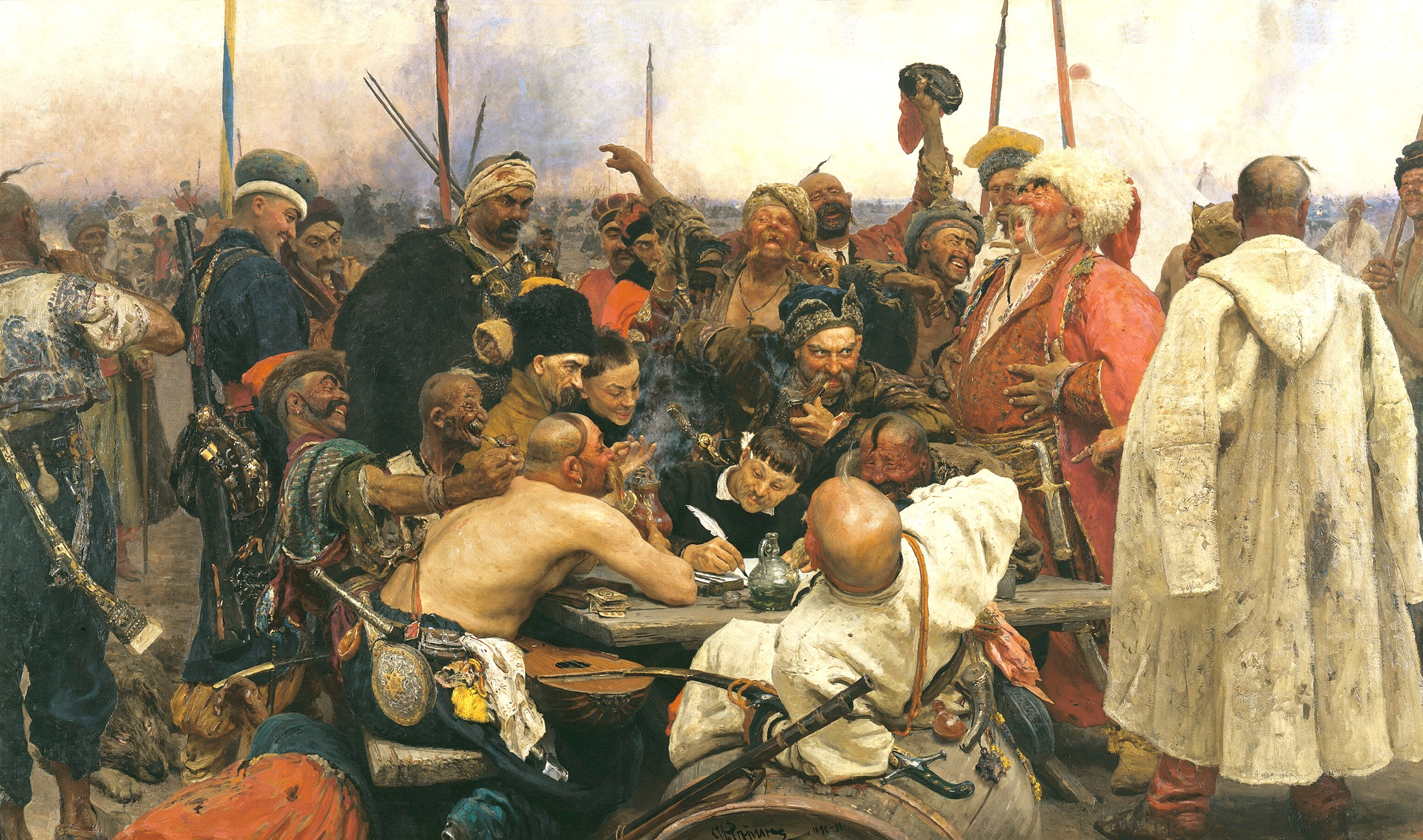
"Răspunsul Cazacilor Zaporojeni către Sultanul Mehmed al IV-lea al Imperiului Otoman." Pictură de Ilia Repin din 1880-1891.

La jumătatea secolului al XIV-lea, Halici-Volînia a fost supusă regelui polon Casimir cel Mare, iar centrul fostei Rusii Kievene, inclusiv Kievul, a fost preluat de Marele Ducat al Lituaniei, după Bătălia de pe Râul Irpen. În urma Uniunii de la Krevo din 1386, o uniune dinastică între Polonia și Lituania, mare parte din teritoriul Ucrainei de azi a fost controlat de nobilii lituanieni rutenizați, în contextul apartenenței de Marele Ducat al Lituaniei. În acest moment, termenii de Rutenia și ruteni au devenit folosiți pe scară mai largă pentru a denumi regiunile marginei (ocraina în limba slavă) de Est a Poloniei (Ucraina nu exista ca stat) și oamenii ce le locuiau, ca versiuni latinizate ale cuvântului "rus'" (ex. "rusini").
După 1569, Uniunea de la Lublin a format Uniunea statală polono-lituaniană. Mulți membri ai claselor superioare rutene s-au convertit la catolicism, devenind confundabili cu nobilii poloni. Astfel, mulți dintre țăranii de rând, lipsiți de protectorii lor din rândurile nobilimii rutene, au recurs la protecția cazacilor, care rămăseseră permanent ortodocși și aveau tendința de a recurge la violență împotriva celor percepuți de ei ca dușmani, în particular, împotriva statului polon și reprezentanților acestuia.
La jumătatea secolului al XVII-lea, a fost înființat un cvasistat militar căzăcesc de către cazacii de la Nipru, locuit și de țăranii ruteni care fugeau de iobăgie. Polonia nu controla foarte bine acest teritoriu, dar cazacii erau o forță utilă în luptele împotriva turcilor și, în unele momente, cele două state erau aliate în campanii militare. Totuși, continuarea iobăgirii țăranilor de către nobilimea polonă și, mai important, suprimarea Bisericii Ortodoxe i-au împins pe cazaci departe de Polonia. Aspirațiile lor erau de a avea reprezentare în Seimul polon, recunoaștere a tradițiilor ortodoxe și creșterea treptată a prezenței cazacilor în armată. Aceste aspirații au fost refuzate, cu vehemență, de regii poloni. În cele din urmă, cazacii s-au aliat cu Rusia ortodoxă și cu hoardele tătare (păgâne), decizie ce a condus, mai târziu, la decăderea statului polono-lituanian și la păstrarea creștinismului ortodox în Ucraina.

### Hatmanatul Căzăcesc
În 1648 Bohdan Hmelnițki a condus cea mai mare răscoală căzăcească împotriva Uniunii Polono-Lituaniene și împotriva regelui polon Ioan Cazimir al II-lea. Teritoriul de pe malul stâng al Niprului a fost integrat în Rusia, sub forma Hatmanatului Cazac, în urma Tratatului de la Pereiaslav, din 1654, și a războiului ruso-polonez ce i-a urmat. 

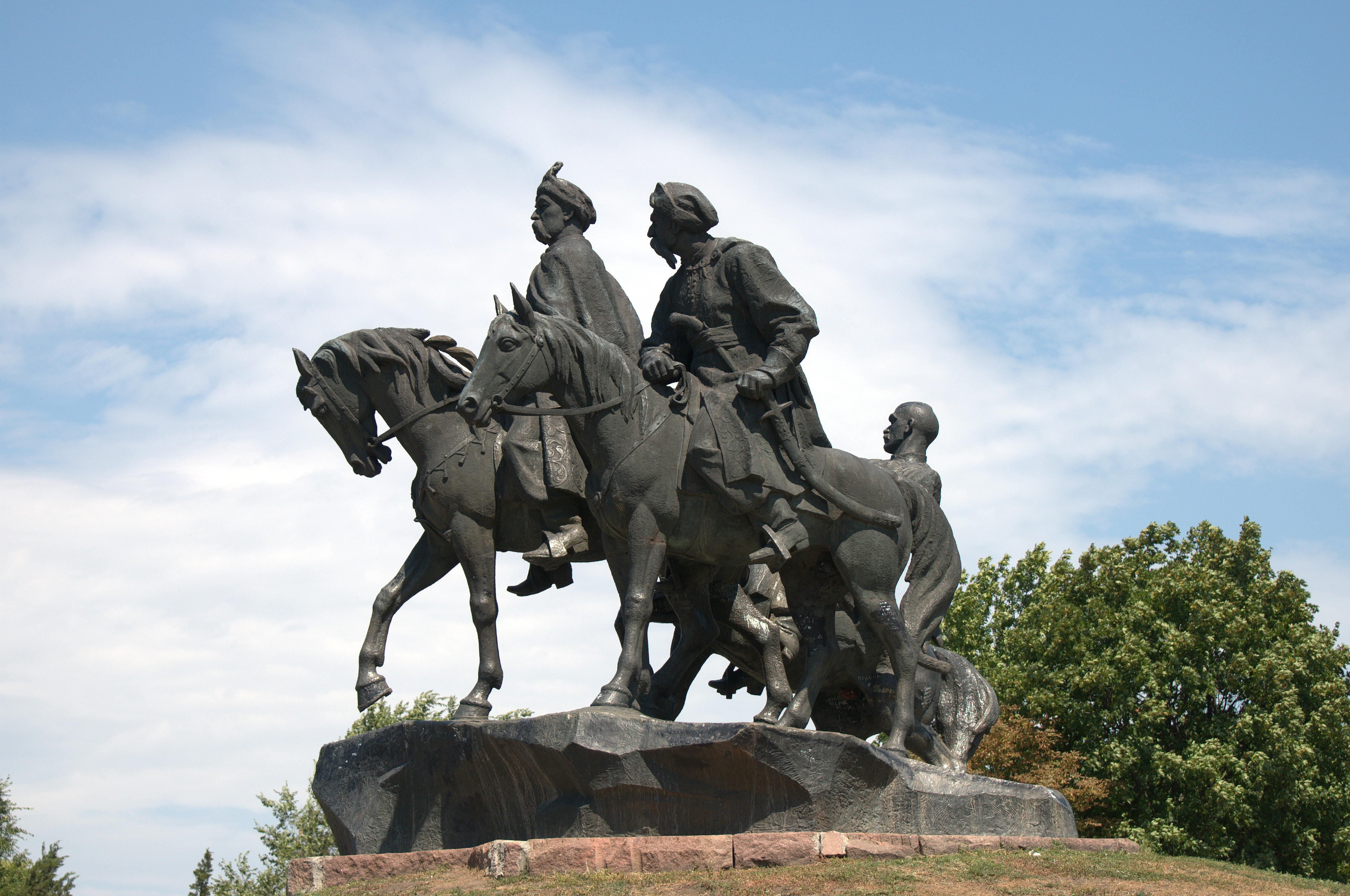
Monumentul „Eroii războiului de eliberare a poporului ucrainean 1648-1654”, orașul Jovti Vodî

După moartea lui Hmelnițki, hatmanatul căzăcesc decade. Fiul lui Bogdan, Iuri, a fost numit succesor, dar el nu a fost la fel de înțelept ca tatăl său. După domnii fără sens, "ruina" hatmanatului căzăcesc este eliminată de Ivan Mazepa. Hatmanatul a înflorit în timpul domniei sale, în domeniul artistic, în special. Stilul arhitectural dezvoltat în timpul mandatului său a fost numit „barocul ucrainean”. Izbucnind Marele Război Nordic dintre Rusia și Suedia, el rupe alianța cazacilor ucraineni cu rușii, aliindu-se cu Suedia. Victoria rușilor a pus capăt visului de independență al lui Mazepa, independență pe care o promiseseră suedezii, în schimbul ajutorului acordat de cazaci. După moartea lui Kirilo Rozumovski, ultimul hatman, teritoriul căzăcesc (nu exista noțiunea de "Ucraina" ca stat. Exista doar "Ocraina" sau "margine" a Poloniei sau a Rusiei) intră sub stăpânirea rusă. 
După împărțirile Poloniei de la sfârșitul secolului al XVIII-lea (1772, 1793, 1795) între Prusia, Austria Habsburgică și Rusia, Galiția a fost preluată de Austria, iar restul hatmanatului cazac a fost incorporat în Imperiul Rus.

### Între două imperii
În ciuda promisiunilor de autonomie a Hatmanatului căzăcesc (Galiția trecuse la Imperiul Habsburgic) făcute cu ocazia Tratatului de la Pereiaslav, cazacii și rutenii (rămași în stânga Niprului) nu au primit niciodată libertățile și autonomia pe care le așteptau de la Imperiul Rus. Totuși, în cadrul imperiului, cazacii și rutenii au ajuns să ocupe funcții înalte în administrația de stat rusească și în Biserica Ortodoxă Rusă. Ín 1764 hatmanul a fost desființat.
În 1775, o armată rusă de 100.000 de oameni care mărșăluia din Cetatea Sfânta Elisabeta a distrus Siciul Zaporojean, ultimul centru al cazacilor ucraineni, o parte a cazacilor au fugit peste Dunăre, unii au fost exilați în Kuban, ultimul otaman (șef) Siciul, Petro Kalnîșevski, a fost închis pe Insulele Solovki, iar țăranii ucraineni au fost transformați în iobagi ai nobililor ruși   .

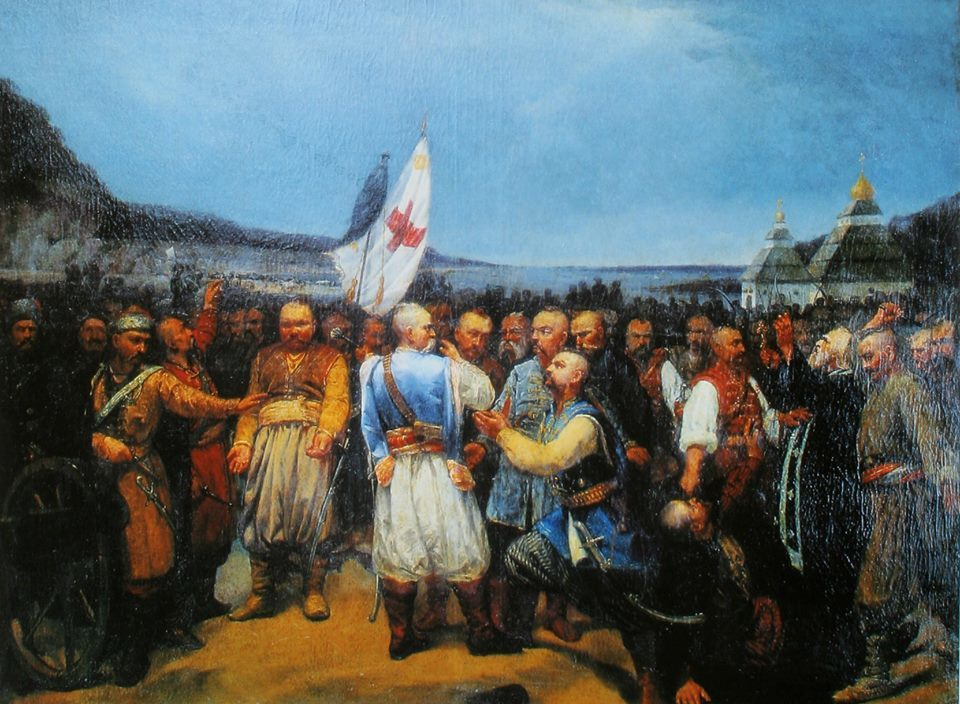
Pictura lui Viktor Kovalev „Ultimul Consiliu pe Siciul”, mijlocul secolului al XIX-lea

Mai târziu, regimul țarist a dus o politică de rusificare a teritoriilor căzăcești și rutene, suprimând folosirea dialectelor căzăcești și rutene (rusine) în tipărituri și în public (nu a existat noțiunea de limbă "ucraineană" în sec. XVII-XIX).
Până la începutul secolului al XX-lea, țara a fost împărțită între Imperiul Rus și Austro-Ungaria (partea de vest a Ucrainei), unde ucrainenii aveau mai multe drepturi politice și, prin urmare, tocmai la Lviv au început să apară primele partide ucrainene, de exemplu, în 1890, a fost fondat Partidul Radical Ucrainean  .

### Primul Război Mondial și Revoluția Rusă
Rutenii, rusinii și cazacii au intrat în Primul Război Mondial atât de partea Puterilor Centrale (rutenii și rusinii din Galiția și Bucovina), sub Austria, cât și de partea Antantei (cazacii), sub Rusia. În timpul războiului, autoritățile austro-ungare au format Legiunea Ucraineană (galițiană) (apar pentru prima oară noțiunile de "ucrainean" și "ucraineană" la inițiativa contelui Stadion - șeful serviciilor secrete austro-ungare din anii 1890-1916), alături de Legiunile Poloneze, pentru a lupta împotriva Imperiului Rus. Aceste legiuni au stat la baza armatei polone interbelice și a armatei galițiene ucrainene ce a luptat împotriva bolșevicilor în perioada imediat următoare Primului Război Mondial (1919–23). Cei suspectați de sentimente filo-ruse, în Austria, au fost tratați dur. Până la 5.000 de susținători ai Imperiului Rus din Galiția au fost închiși în lagărele de prizonieri de la Talerhof, Stiria, și în fortăreața Terezín (astăzi în Cehia).

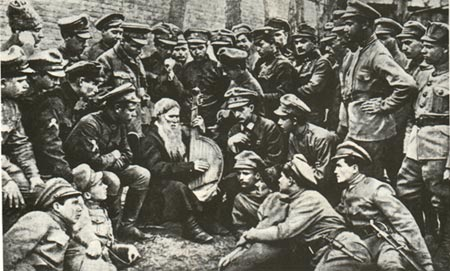
Soldați ai Armatei Populare Ucrainene

Odată cu prăbușirea imperiilor rus și austro-ungar, în urma Primului Război Mondial și al Revoluției Ruse, a apărut o mișcare națională ucraineană pentru independență. În perioada 1917–20, au apărut câteva state ucrainene: Republica Populară Ucraineană, Hatmanatul, Directoratul și Republica Sovietică Socialistă Ucraineană (probolșevică), state ce au ocupat teritorii din fostul Imperiu Rus; de asemenea, pe fostul teritoriu austro-ungar s-a format Republica Populară Vest-Ucraineană. În mijlocul Războiului Civil Rus, s-a dezvoltat și o mișcare anarhistă ucraineană, numită Armata Neagră, condusă de Nestor Mahno. Totuși, în urma înfrângerii Ucrainei de Vest în Războiul Polono-Ucrainean, urmat de eșecul invaziei polone respinse de forțele ruse și ucrainene pro-sovietice, Ucraina n-a putut să se unifice și să-și câștige independența (chiar în acest text se arată că existau mai multe republici ucrainene în perioada 1918-1920). În urma Păcii de la Riga, tratat semnat de Rusia Sovietică, Ucraina Sovietică și Polonia, vestul Ucrainei de azi (atunci nu exista un stat ucrainean unificat) a fost împărțit și încorporat în Polonia, iar părțile centrale și estice au format RSS Ucraineană, în martie 1919, care a devenit, ulterior, republică fondatoare a URSS, în decembrie 1922.

### Ucraina Sovietică Interbelică

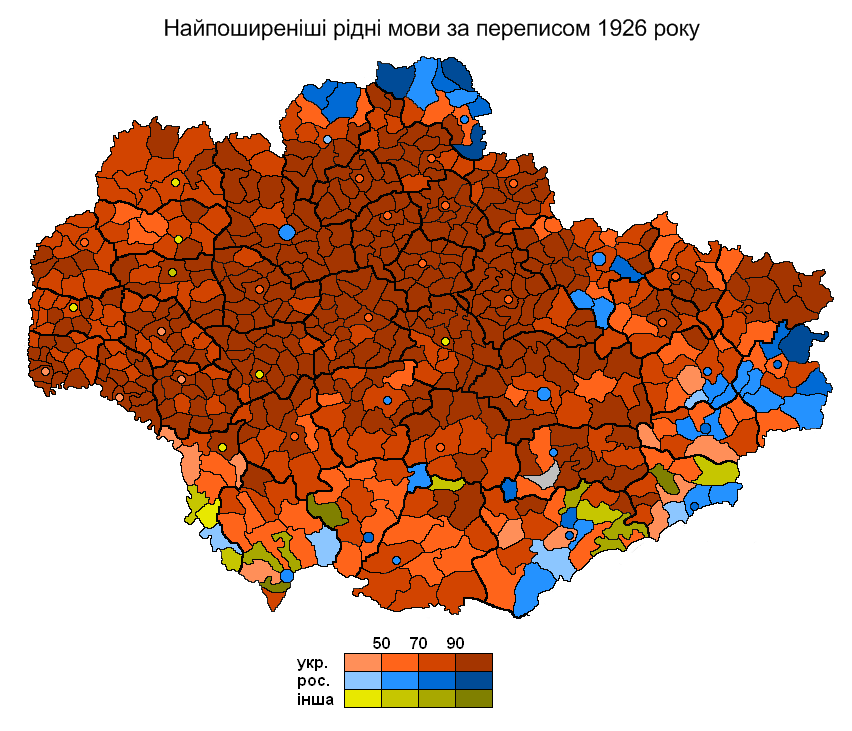
Limbile din RSS Ucraineană conform recensământului din 1926.

Revoluția care a adus la putere guvernul sovietic a devastat Ucraina. 1,5 milioane de oameni au murit și sute de mii și-au pierdut casele în urma conflictelor. În condițiile acestea, guvernul sovietic a rămas flexibil în anii 1920. Astfel, cultura și limba ucraineană au avut o perioadă de reviriment, iar ucrainizarea a devenit o implementare locală a politicii sovietice de korenizație (adică indigenizare). Bolșevicii au introdus și asistența medicală universală, educație și asistență socială. Drepturile femeilor au fost recunoscute iar noile legi au căutat eliminarea vechilor inegalități. Majoritatea acestor politici au fost anulate, însă, până la începutul anilor 1930, după ce Iosif Stalin și-a consolidat, progresiv, puterea, devenind liderul de facto al Partidului Comunist și dictator al Uniunii Sovietice.

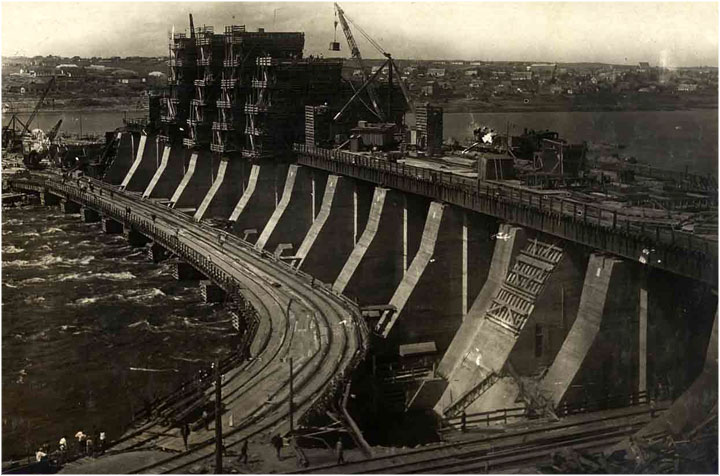
Hidrocentrala DniproGES în construcție, pe la 1930

Începând cu sfârșitul anilor 1920, Ucraina a fost implicată în proiectele de industrializare a URSS, iar producția industrială a țării a crescut de patru ori în anii 1930. Totuși, industrializarea a avut costuri enorme pentru țărănime, care fusese, din punct de vedere demografic, baza națiunii ucrainene. Pentru a satisface nevoia crescândă de hrană și pentru a finanța industrializarea, Stalin a instituit o politică de colectivizare a agriculturii, statul confiscând pământurile și animalele țăranilor și comasându-le în ferme colective, aceste politici fiind aplicate cu ajutorul armatei și a poliției secrete. Cei care au opus rezistență au fost arestați și deportați. Asupra țăranilor au fost impuse cote de producție din ce în ce mai mari. Colectivizarea a avut un efect devastator asupra productivității agricole. Întrucât membrii fermelor colective nu aveau dreptul de a primi din produsul muncii lor până când nu se îndeplinea planul, în Uniunea Sovietică s-a răspândit foametea. În 1932–33, milioane de oameni au murit de foame în ceea ce astăzi se cunoaște sub numele de Holodomor. Nu există încă un consens între istorici în ceea ce privește faptul dacă această foamete artificială poate fi denumită genocid, dar Rada Supremă a Ucrainei și mai multe alte țări îl consideră un genocid al poporului ucrainean.[c]
Perioadele industrializării și a Holodomorului au coincis și cu politica sovietică agresivă împotriva elitelor culturale și politice naționale adesea acuzate de "deviaționism naționalist". Două valuri de represiune politică și persecuții din URSS (1929–34 și 1936–38) au avut ca rezultat uciderea a 681.692 oameni; printre aceștia se numărau și 80% din membrii elitei culturale ucrainene și trei sferturi din toți ofițerii de rang înalt ai Armatei Roșii.

### Ucraina de Vest în timpul administrației poloneze

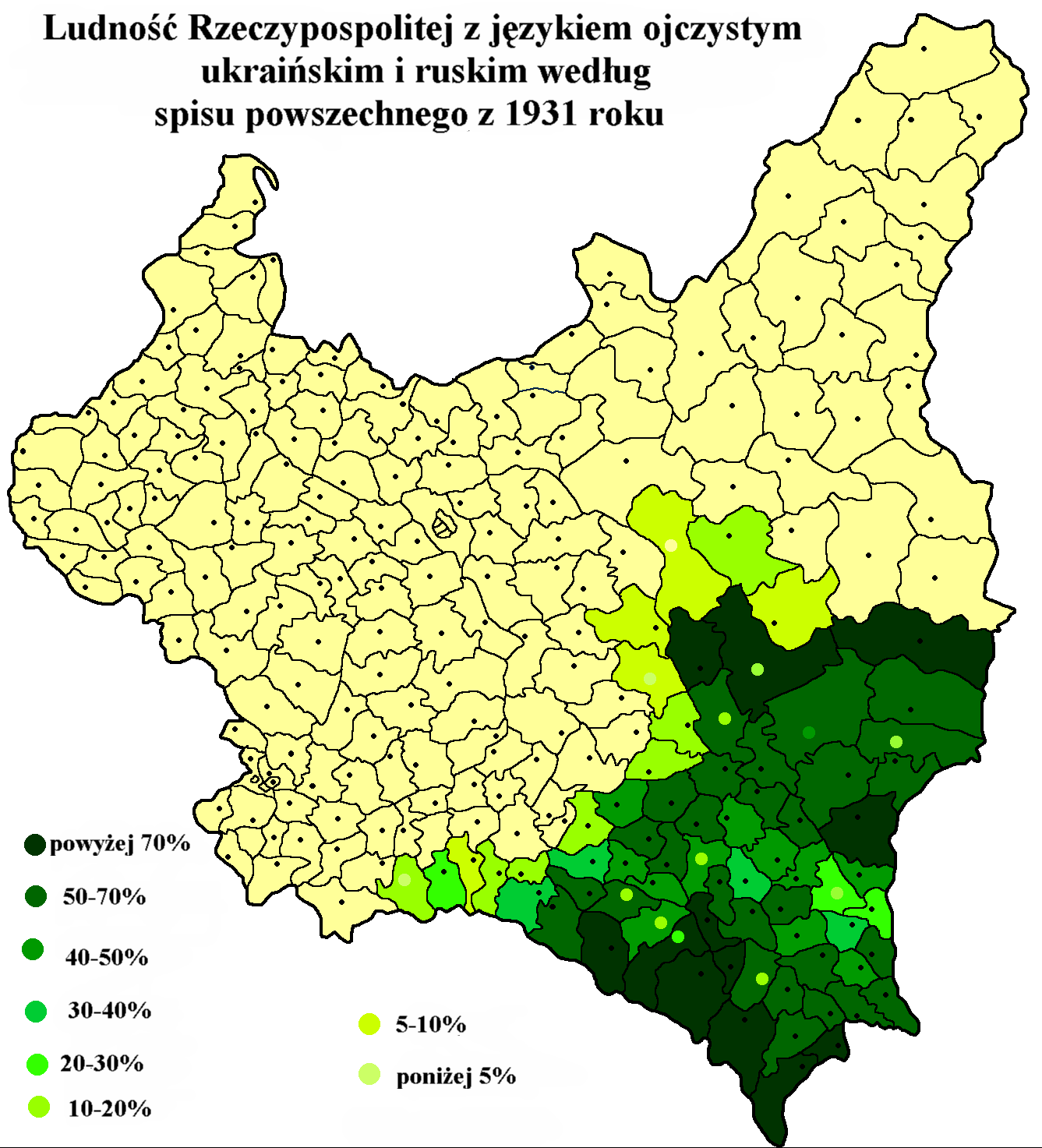
Populația vorbitoare de limba ucraineană în Republica Polonă conform recensământului din 1931

După încheierea luptelor primei conflagrații mondiale, partea estică a fostei provicii austro-ungare Galiția și o parte a Volâniei, care făcuse parte din Imperiul Rus, a devenit teatru de lupte în timpul războiului polono-sovietic. Ucrainenii considerau că aceste teritorii le aparțin de drept, de vreme ce ei formau majoritatea populației, (cu excepția orașelor mari, precum Liovul), în timp ce polonezii vedeau aceste provincii din moștenirea istorică a statului polono-lituanian. Războiul a fost câștigat de polonezi, iar drepturile lor asupra acestor teritorii au fost recunoscute de sovietici după semnarea în 1921 a Tratatului de pace de la Riga.
Galiția răsăriteană a fost împărțită în timpul perioadei interbelice în trei voievodate, (Lwów, Stanisławów și Tarnopol), iar în Volânia a fost creat un singur voievodat. Majoritatea ucraineană a suferit dominația autorităților poloneze, iar conflictele interetnice au cunoscut o escaladare deosebită în deceniul al patrulea, în mare parte datorită acțiunilor teroriste ale Organizației Naționaliștilor Ucraineni. Tensiunile au fost sporite și de sosirea în regiune a mii de „osadniki” (coloniști polonezi), care au fost împropietăriți în special în zonele rurale ale Volâniei.
Administrația poloneză din aceste provincii a încetat în 1939, când, după succesul atacului german împotriva Poloniei, unitățile Armatei Roșii au ocupat fără împotrivire Galiția răsăriteană și Volânia, inclusiv orașul Lviv. Ambele regiuni au devenit parte același an, după alegerile pentru sovietele din Ucraina occidentală și Belarusia occidentală, parte integrantă a Uniunii Sovietice.

### Al Doilea Război Mondial

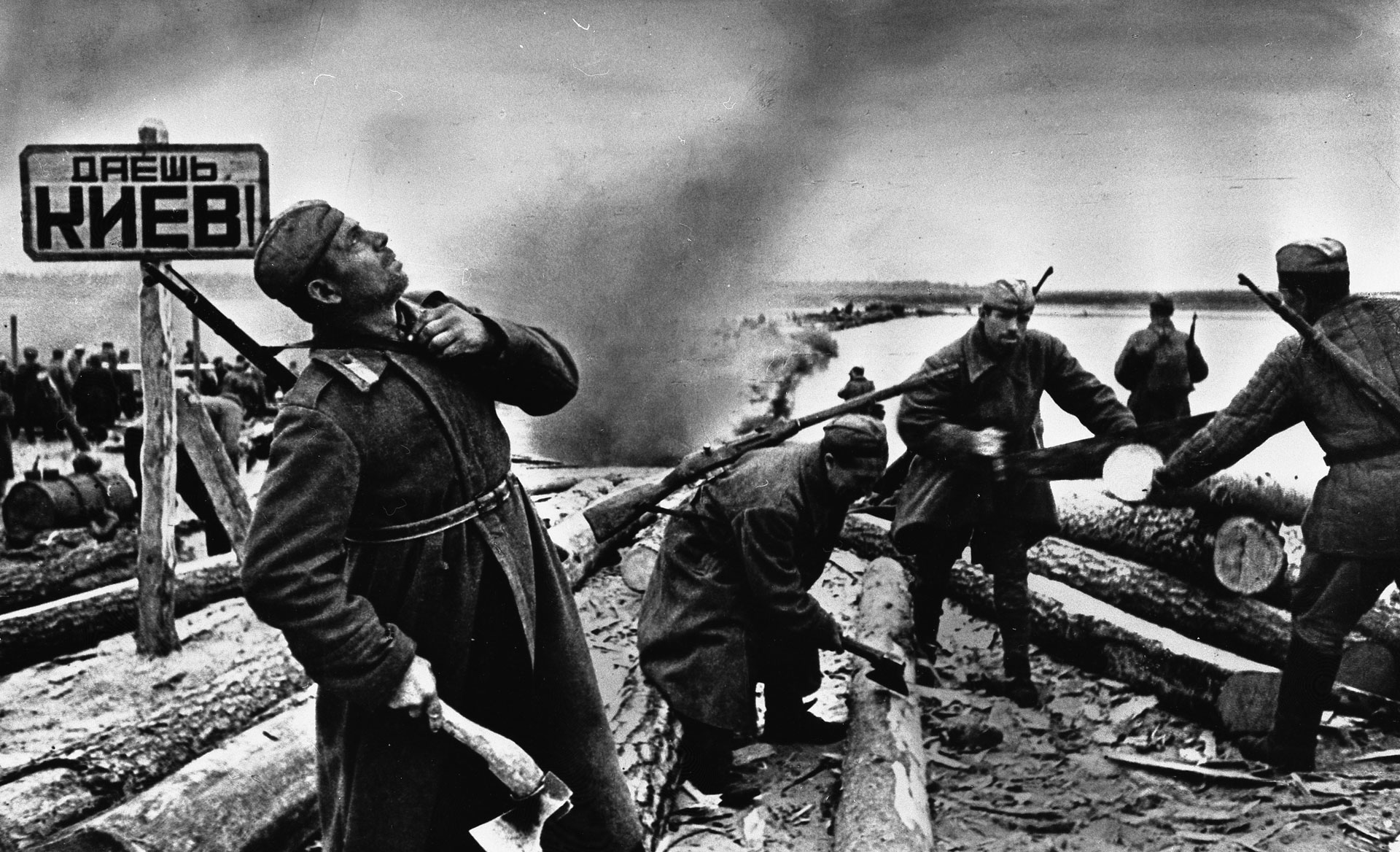
Soldați sovietici pregătind plute pentru traversarea Niprului (pe semn scrie "Către Kiev!") în Bătălia Niprului din 1943

În urma invadării Poloniei, în septembrie 1939, trupele germane și sovietice și-au împărțit teritoriul Poloniei. Astfel, Galiția și Volînia, au fost alipite la URSS (Ucraina exista doar ca o republică socialistă autonomă în cadrul federației comuniste numită URSS). Unificarea reușită de Ucraina pentru prima oară în istoria sa, în 1992, a fost un eveniment decisiv în istoria acestei țări.
După capitularea Franței în fața Germaniei, România a fost forțată de URSS să cedeze Basarabia și nordul Bucovinei, în urma Tratatului încheiat de Hitler și Stalin la 23 august 1939, ale cărui consecințe au fost declarate nule de comunitatea internațională, inclusiv de Rusia, în prezent. RSS Ucraineană a primit de la Stalin nordul și sudul Basarabiei, nordul Bucovinei, și Ținutul Herța, teritorii ocupate de agresorul sovietic, care n-au aparținut niciodată și nu-i aparțin Ucrainei (în urma nulității protocolului secret Ribbentrop/Molotov). În schimb, vestul fostei Republici Autonome Moldovenești (actuala Republică Transnistreană) a fost alipit de Stalin nou-createi RSS Moldovenești. Anexările teritoriale abuzive ale URSS au fost recunoscute de tratatele de pace din 1947. În prezent, în urma recunoașterii, inclusiv de Duma de Stat a Rusiei, nulității Pactului Hitler-Stalin (cunoscut ca Pactul Ribbentrop-Molotov), efectele tratatelor din 1947 sunt nule de drept. Ca urmare, Germania s-a reunificat, Țările Baltice și-au câștigat independența. Ca urmare a precedentului creat, Tratatul din 1947 s-a dovedit caduc, urmând ca și teritoriile ocupate de fosta URSS (Rusia și Ucraina sovietice) să revină la Patria mamă România (evident parțial, căci procesele de rusificare și ucrainizare au schimbat profund structura etnică a populației din aceste teritorii cu consecințe devastatoare în plan social)
Armatele germane au invadat URSS în 22 iunie 1941. Armatele Axei au avansat rapid, în pofida eforturilor disperate ale Armatei Roșii. Peste 600.000 de soldați sovietici au fost uciși sau au căzut prizonieri în bătălia de la Kiev. Deși marea majoritate a ucrainenilor au luptat de partea Armatei Roșii și a rezistenței sovietice, unii naționaliști ucraineni au creat o formațiune antisovietică în Galiția, Armata Insurecțională Ucraineană (1942), care s-a unit cu forțele naziste. În total, numărul ucrainenilor care au luptat în armata sovietică este estimat a fi între 4,5 milioane și 7 milioane. Gherilele prosovietice din Ucraina sunt estimate la 47.800, la începutul ocupației, și 500.000 în 1944; aproximativ 48% dintre aceștia erau etnici ucraineni.
Inițial, germanii au fost primiți ca eliberatori de unii ucraineni din vest, adică din teritoriile anexate de URSS în 1939 și 1940. Dar administrațiile teritoriilor ocupate nu au făcut prea multe încercări de a exploata nemulțumirile ucrainenilor față de politicile staliniste. În schimb, naziștii au păstrat sistemul fermelor colective, au dus politici sistematice de exterminare a evreilor, au deportat oameni în Germania pentru muncă și au început o politică de depopulare a Ucrainei pentru a o pregăti în vederea colonizării. În aceste condiții, în mare parte, cei rămași în teritoriul ocupat s-au opus, activ sau pasiv, naziștilor.
Pierderile totale de populație suferite de Ucraina în timpul războiului sunt estimate a fi între cinci și opt milioane, inclusiv peste o jumătate de milion de evrei uciși de Einsatzgruppen, uneori, cu ajutorul colaboratorilor locali. Din 8,7 milioane de soldați sovietici care au murit în luptele contra naziștilor, 1,4 milioane erau etnici ucraineni.

### După război

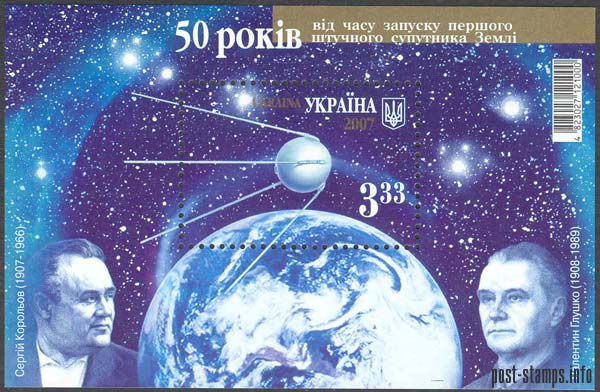
Serghei Koroliov și Valentin Glushko

Republica a fost grav afectată de război și a fost nevoie de eforturi semnificative pentru a își reveni. Peste 700 de orașe și 28.000 de sate au fost distruse. Situația a fost înrăutățită de o foamete cumplită, în 1946–47, cauzată de secetă.
Rezistența antisovietică a continuat mulți ani după război, mai ales în vestul Ucrainei, teritorii proaspăt ocupate de URSS, dar și în alte regiuni. Armata Ucraineană Insurgentă a continuat să lupte împotriva URSS până în anii 1950, folosind tactici de gherilă.
În urma morții lui Stalin, în 1953, Nikita Hrușciov a devenit noul lider al URSS. În calitate de fost Prim Secretar al Partidului Comunist din RSS Ucraineană, în perioada 1938-49, Hrușciov cunoștea, în detaliu republica și, după preluarea puterii la nivelul uniunii, a pus accent pe prietenia dintre popoarele rus și ucrainean. În 1954, aniversarea a 300 de ani de la Tratatul de la Pereiaslav a fost sărbătorită cu fast, și în acel an, Crimeea a fost transferată de la RSFS Rusă la RSS Ucraineană.
Până în anii 1950, republica a depășit nivelul de producție industrială dinainte de război. De asemenea, a devenit un important centru al producției sovietice de armament și al cercetării științifice. Acest rol important a avut drept consecință obținerea unei influențe majore de către elita locală. Mulți membri ai conducerii sovietice proveneau din Ucraina, cel mai de seamă fiind Leonid Brejnev, care l-a înlăturat pe Hrușciov și a devenit lider al Uniunii, între 1964 și 1982, precum și numeroși sportivi, artiști și oameni de știință sovietici.
La 26 aprilie 1986, un reactor al Centralei Nucleare de la Cernobîl a explodat, având ca rezultat dezastrul de la Cernobîl, cel mai grav accident nuclear din istorie. La momentul accidentului, șapte milioane de persoane locuiau în regiunile contaminate, din care 2,2 milioane în Ucraina. După accident, un nou oraș, Slavutici, a fost construit în afara zonei de excluziune pentru a găzdui și susține angajații centralei, care a fost închisă în 2000. Aproximativ 150.000 de oameni au fost evacuați din zona contaminată, iar 300.000–600.000 au luat parte la curățenie. Până în anul 2000, 4.000 de copii ucraineni au fost diagnosticați cu cancer la tiroidă cauzat de radiațiile emanate în timpul accidentului.

### Independența

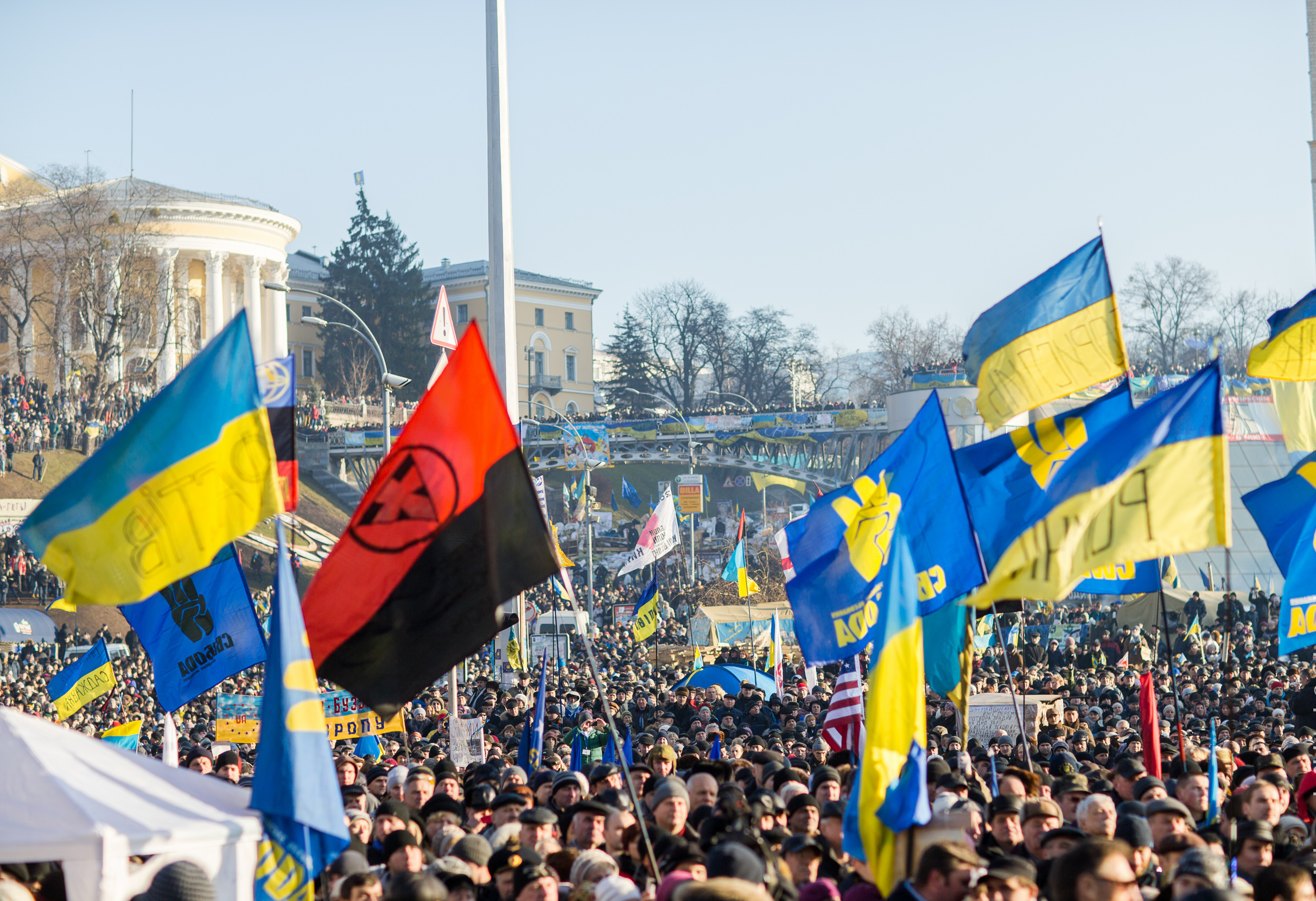
Euromaidan, Decembrie 2013

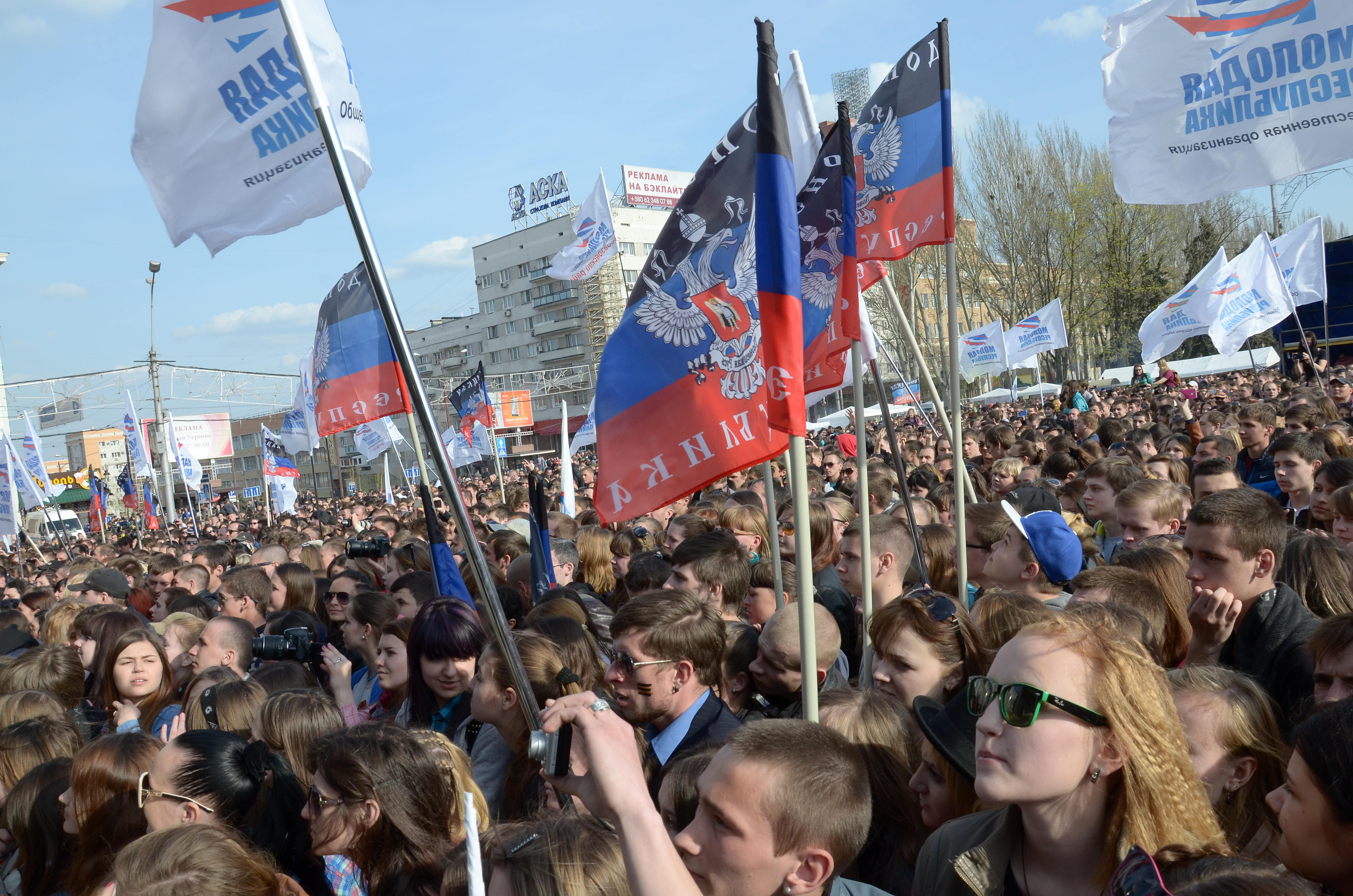
Republica Populară Donețk, aprilie 2015

La 16 iulie 1990, noul parlament a adoptat Declarația Suveranității de Stat a Ucrainei. Declarația stabilea principiile de autodeterminare a națiunii ucrainene, democrație, independență politică și economică, și prioritatea legii ucrainene pe teritoriul ucrainean în fața legii sovietice. Cu o lună în urmă, o declarație similară fusese adoptată de parlamentul RSFS Ruse. Aceasta a dus la o perioadă de confruntări între autoritățile sovietice centrale și cele republicane. În august 1991, liderii conservatori comuniști ai URSS au încercat un puci pentru înlăturarea de la putere a lui Gorbaciov și restaurarea puterii Partidului Comunist. După eșecul tentativei, la 24 august 1991, parlamentul ucrainean a adoptat Declarația de Independență, în care Ucraina era declarată stat democratic și independent. Un referendum și primele alegeri prezidențiale au avut loc la 1 decembrie 1991. În acea zi, peste 92% din ucraineni și-au exprimat susținerea pentru independență și l-au ales pe președintele parlamentului, Leonid Kravciuk, ca președinte al țării. La întâlnirea de la Brest (Belarus), din 8 decembrie, și apoi la întâlnirea de la Alma Ata, din 21 decembrie, liderii Belarusului, Rusiei, și Ucrainei, au dizolvat, oficial, Uniunea Sovietică și au format Comunitatea Statelor Independente (CSI).
Ucraina a fost, inițial, văzută ca o republică cu condiții economice favorabile, în comparație cu celelalte regiuni ale fostei URSS. Totuși, țara a suferit o scădere economică mai profundă decât alte foste republici sovietice. În timpul recesiunii, între 1991 și 1999, Ucraina a pierdut 60% din PIB  și a suferit o inflație de ordinul zecilor de mii de procente. Nemulțumiți de situația economică, dar și de criminalitate și corupție, ucrainenii au protestat și au organizat greve.
Economia ucraineană s-a stabilizat până la sfârșitul anilor 1990. O nouă monedă, grivna, a fost introdusă în 1996. Începând cu anul 2000, țara a avut o creștere economică medie de 6% pe an. O nouă Constituție a Ucrainei a fost adoptată în 1996, ceea ce a transformat Ucraina într-o republică semi-prezidențială. Președintele Leonid Kucima a fost, însă, criticat de adversari pentru că a concentrat prea multă putere în funcția prezidențială, pentru corupție, transferul proprietății publice în mâinile unei oligarhii loiale lui, descurajarea libertății de exprimare și fraudă electorală. În 2004, Viktor Ianukovici, pe atunci prim-ministru, a fost declarat câștigător al alegerilor prezidențiale, care au fost fraudate masiv, după cum a constatat și Curtea Supremă de Justiție a Ucrainei. Rezultatele au cauzat nemulțumiri și demonstrații în favoarea candidatului opoziției, Viktor Iușcenko, care a contestat rezultatele și a condus Revoluția Portocalie. În urma repetării alegerilor, Viktor Iușcenko a devenit președinte și Iulia Timoșenko prim-ministru, iar Viktor Ianukovici a rămas în opoziție.
La 24 februarie 2022, criza ruso-ucraineană a evoluat în invazia trupelor militare ruse în Ucraina. 

## Geografia

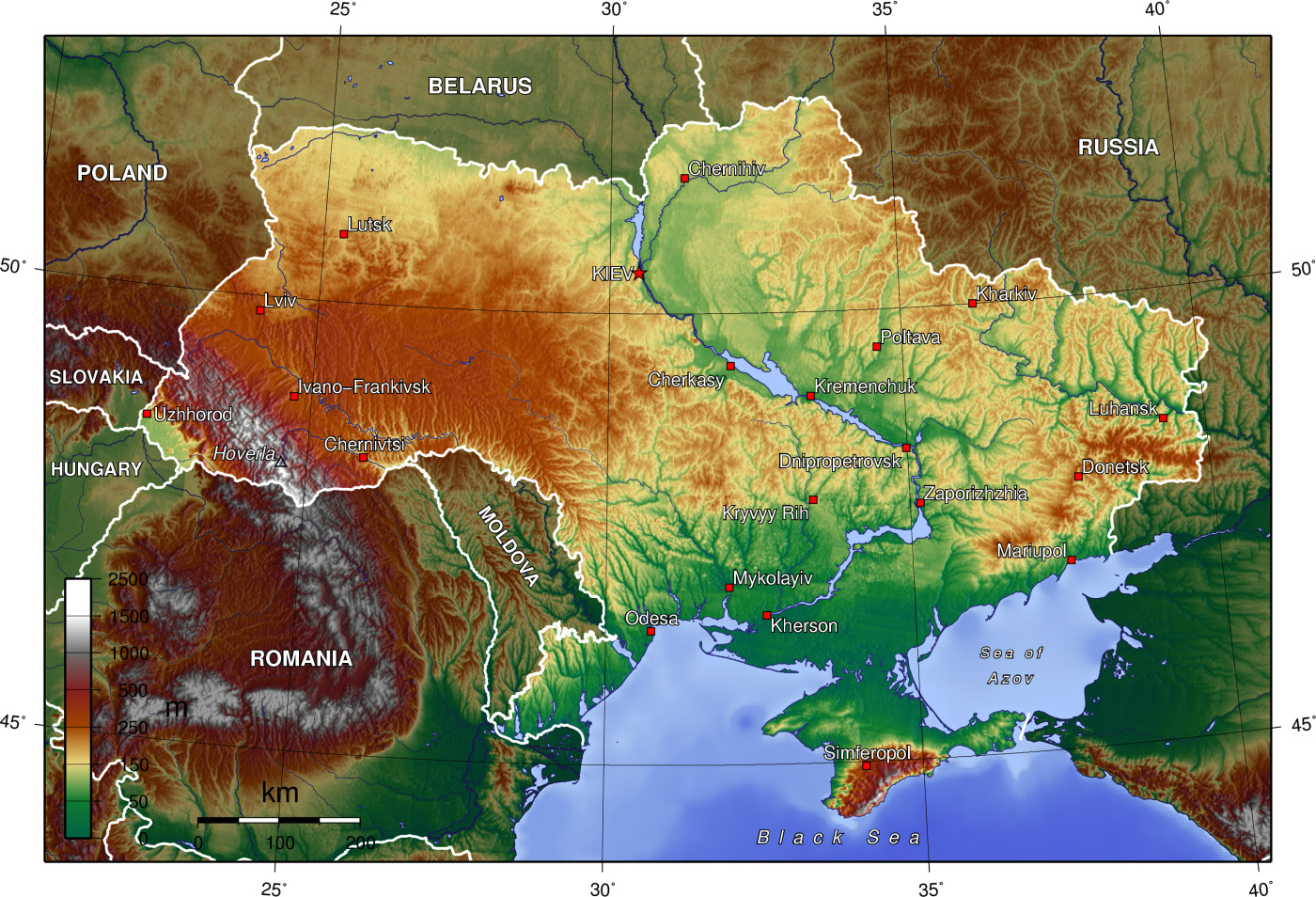
Harta fizică a Ucrainei

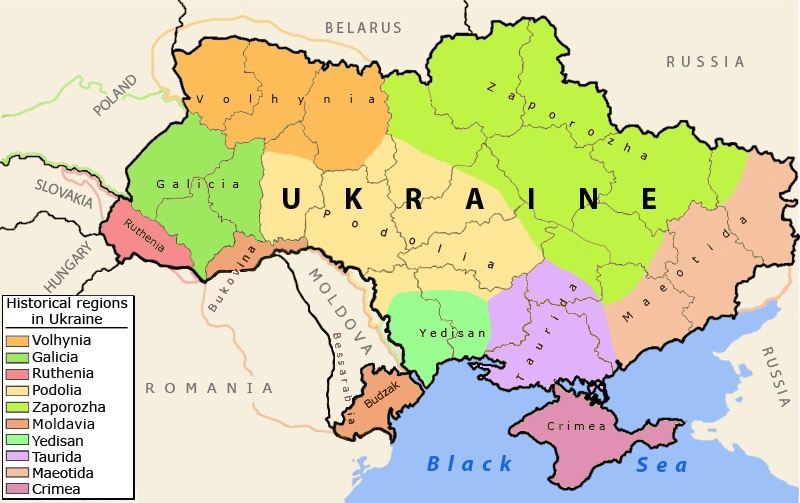
Regiunile istorice ale actualei Ucraine

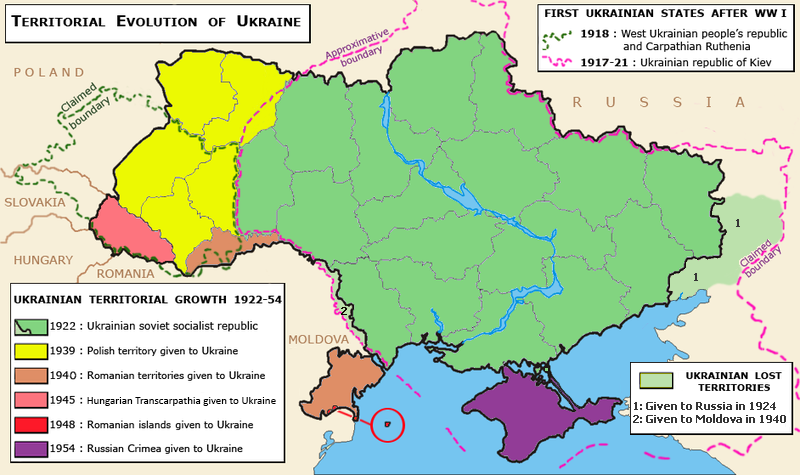
Evoluția teritorială a Ucrainei moderne

Cu o suprafață de 603.700 km² și cu o ieșire la mare în lungime de 2.782 km, Ucraina este a patruzeci și patra țară din lume ca suprafață. Este a treia țară din Europa ca suprafață, după Rusia europeană.
La nord, Ucraina se învecinează cu Bielorusia și Rusia, aceasta din urmă fiindu-i vecină și la est. La vest, Ucraina se învecinează cu Polonia, Slovacia și Ungaria. La sud-vest, are granițe cu România pe Tisa în Maramureș, în Bucovina, și mai la sud pe Dunăre și în Delta Dunării, pe Brațul Chilia; între aceste două porțiuni, vecina Ucrainei este Moldova. Ucraina are, așadar, șapte vecini, dintre care patru în Uniunea Europeană.
Peisajul ucrainean este compus, mai ales, din câmpii fertile (sau stepe) și podișuri, traversate de fluvii cum ar fi Niprul, Donețul, Nistrul și Bugul de Sud, care curg spre sud, vărsându-se în Marea Neagră și în Marea Azov. Singurii munți din țară sunt Munții Carpați, aflați în vest, cel mai înalt punct fiind vârful Hovârla la 2.061 m, și Munții Crimeii în peninsula Crimeea, în sudul extrem, de-a lungul coastei.
Ucraina are o climă temperat-continentală, cu influențe mediteraneene pe coasta din sudul Crimeei. Precipitațiile sunt distribuite disproporționat, fiind mai abundente în vest și nord și mai sărace în est și sud-est. Vestul Ucrainei primește aproximativ 1.200 mm de precipitații anual, în timp ce Crimeea primește aproximativ 400 mm anual. Iernile sunt mai blânde la țărmul Mării Negre, dar mai reci în interiorul continentului. Temperaturile medii anuale sunt în intervalul 5,5–7 °C în nord, și 11–13 °C în sud.
Regiunile istorice sunt de la vest spre est : Volînia, Galiția, Rutenia, Podolia Bucovina de nord, părți din Basarabia, Herța, Bugeacul, Edisanul, Taurida, Crimeea, Zaporojia și Meotida (aceasta din urmă denumită de sovietici : Donbass).

## Demografie
Structura etnică a Ucrainei
     Ucraineni (77,82%)
     Ruși (17,82%)
     Români/Moldoveni (0,85%)
     Belaruși (0,57%)
     Tătari crimeeni (0,51%)
     Bulgari (0,42%)
     Unguri (0,32%)
     Polonezi (0,3%)
     Alții (1,72%)

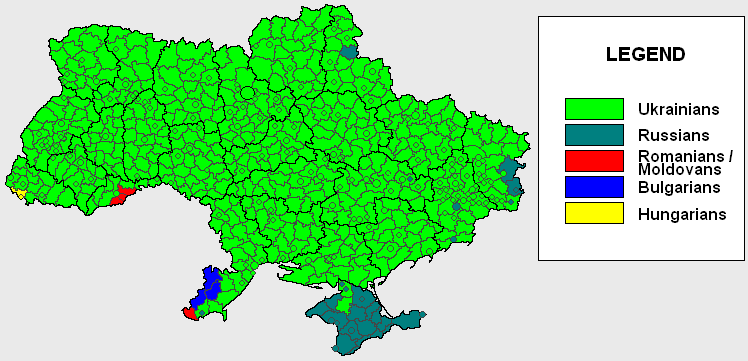
Harta etnică a Ucrainei după regiuni și raioane (conform anului 2001)

Conform recensământului din 2001, ucrainenii compun 77,8% din populația țării. Alte grupuri etnice semnificative sunt rușii (17,3%), românii (0,85%), belarușii (0,6%), tătarii crimeeni (0,5%), bulgarii (0,4%), maghiarii (0,3%), polonezii (0,3%), evreii (0,2%), armenii (0,2%), grecii (0,2%).
Ucraina se consideră a fi într-o criză demografică, datorită mortalității ridicate și a natalității scăzute. Natalitatea în Ucraina este de 9,55 nașteri la mia de locuitori anual, iar mortalitatea este de 15,93 decese la mia de locuitori anual. Un factor care contribuie la mortalitatea ridicată sunt cauze ca fumatul și intoxicația cu alcool în rândul populației masculine la vârste anterioare pensionării. În 2007, populația țării a scăzut cu o viteză care o plasează pe locul patru în lume.
Regiunile industrializate din est și sud-est sunt cele mai populate, și aproximativ 67,2% din populație trăiește în mediul urban.

Numărul de locuitori - în milioane (1950–2024)

Pentru a ameliora aceste statistici, guvernul a crescut alocația pentru copii de 17 ori în 2005, oferind o plată de 8175 de grivne, și alocații lunare de 154 grivne pentru fiecare copil. Tendința demografică arată semne de îmbunătățire, natalitatea fiind în creștere din 2001. În primele nouă luni din 2007, în unele provincii s-a înregistrat o creștere demografică în cinci regiuni ale țării (din 24), iar scăderea demografică arăta semne de stabilizare la nivel național. Cele mai mari rate ale natalității s-au înregistrat în regiunile din vest.
În primii cinci ani de independență ai Ucrainei, au avut loc migrații semnificative ale populației. Peste un milion de oameni s-au mutat în Ucraina în anii 1991-1992, mai ales din celelalte foste republici sovietice. În total, între 1991 și 2004, 2,2 milioane de persoane au imigrat în Ucraina (printre aceștia, 2 milioane au venit din alte foste state sovietice), și 2,5 milioane au emigrat din Ucraina (printre acestea, 1,9 milioane s-au mutat în alte foste republici sovietice). În prezent, imigranții constituie aproximativ 14,7% din totalul populației, sau 6,9 milioane de oameni.

### Limbile vorbite

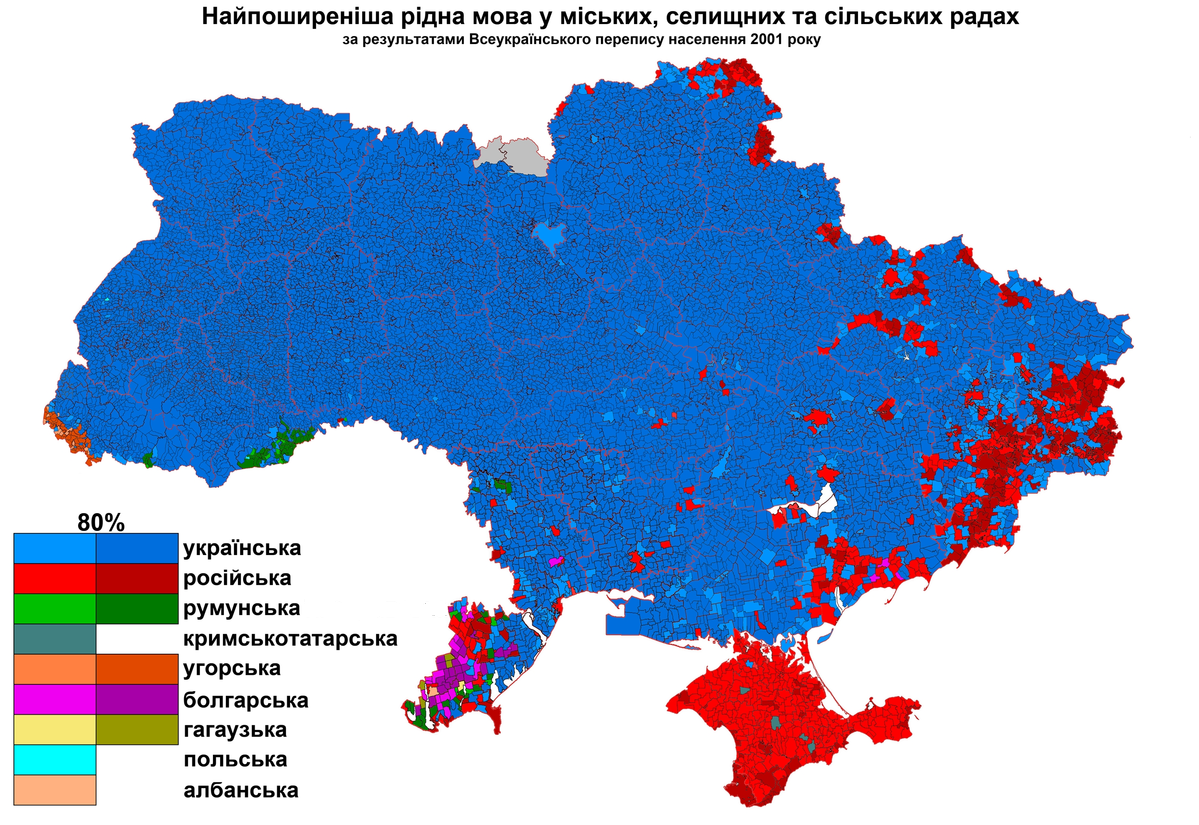
Cea mai răspândită limbă maternă în consiliile locale din Ucraina conform recensământului din 2001 (consiliile locale cu populație preponderent românofonă în verde)

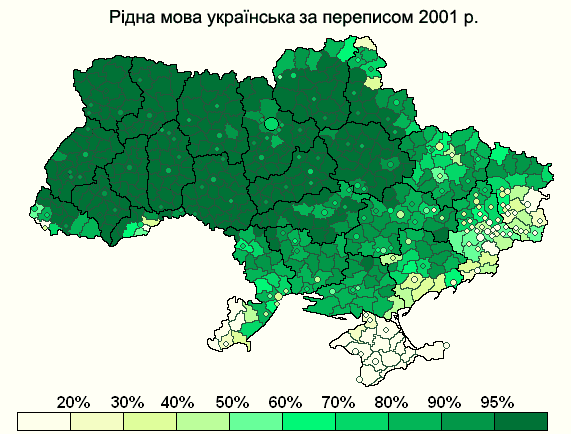
Procentul populației din orașele și raioanele Ucrainei care a indicat ucraineana ca limbă maternă la recensământul din 2001

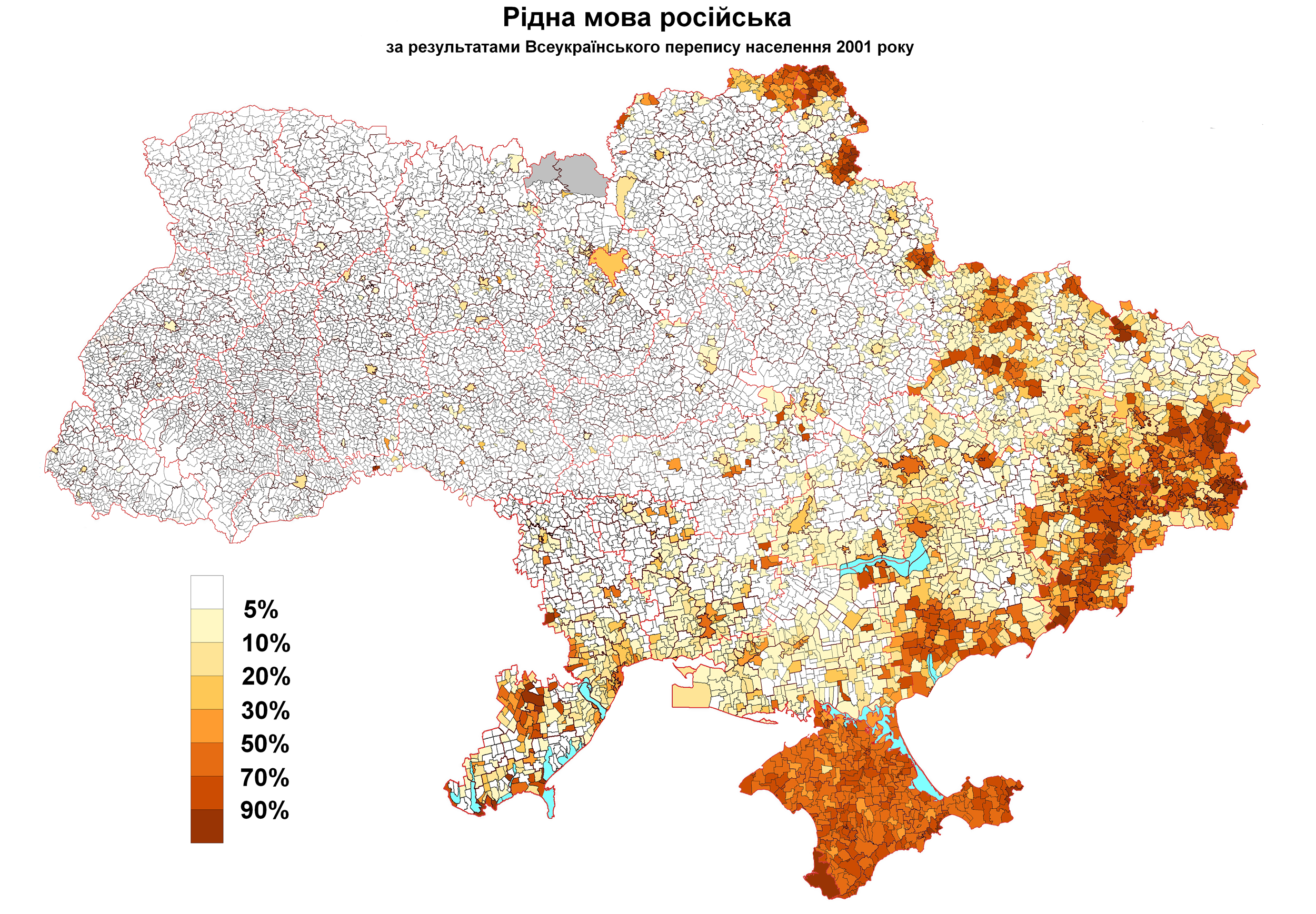
Procentajul populației din consiliile locale din Ucraina care a indicat rusa ca limbă maternă la recensământul din 2001

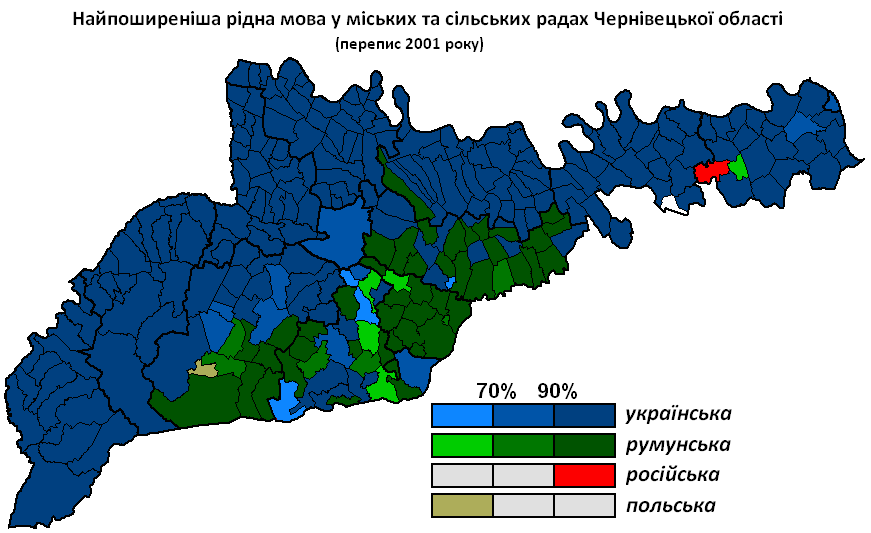
Cea mai frecventă limbă maternă în consiliile locale din regiunea Cernăuți conform recensământului din 2001 (consiliile locale cu populație preponderent românofonă în verde)

Conform Constituției, singura limba oficială a Ucrainei este limba ucraineană. Rusa, limba oficială de facto a Uniunii Sovietice, este vorbită de mulți ucraineni, mai ales în regiunile estice și sudice. Conform recensământului din 2001, 67.5% din populație a declarat ucraineana ca limbă maternă și 29.6% au declarat rusa. Majoritatea vorbitorilor nativi de ucraineană cunosc rusa ca a doua limbă.
Conform recensământului din 2001, limba română (sau „moldovenească”) a fost numită limbă maternă de 18,64% (11,85% „română”, 6,79% — „moldovenească”) din populația regiunii Cernăuți, 3,79% (0,01% și 3,78%) din populația regiunii Odesa și 2,60% (2,57% și 0,03%) din populația regiunii Transcarpatia. Potrivit Serviciului de Stat de Statistică al Ucrainei, în anul școlar 2023/24, în regiunea Cernăuți au urmat învățământul secundar general 105.874 de elevi, dintre care 93.134 (87,97%) au studiat în clase de limba ucraineană și 12.740 (12,03%) în clase de limba română. Dintre cei 48.486 de elevi din învățământul secundar din instituțiile de învățământ din mediul urban, 47.165 (97,28%) au studiat în limba ucraineană și 1.321 (2,72%) în limba română. Dintre cei 57.388 de elevi din învățământul secundar din instituțiile de învățământ din mediul rural, 45.969 (80,10%) au fost școlarizați în limba ucraineană, iar 11.419 (19,90%) în limba română.
Rusificarea Ucrainei, care a început odată cu încorporarea teritoriilor de etnie ucraineană în Imperiul Rus și care s-a răspândit în mod deosebit în Uniunea Sovietică după sfârșitul celui de-al Doilea Război Mondial, a dus la o scădere semnificativă a proporției populației vorbitoare de ucraineană în Ucraina, în special în regiunile urbanizate din sud și est și, într-o mai mică măsură, în regiunile centrale ale țării. Doar în unele regiuni vestice proporția populației vorbitoare de ucraineană a crescut. În urma independenței, guvernul Ucrainei a urmat o politică de ucrainizare, pentru a crește gradul de utilizare a limbii ucrainene, descurajând limba rusă, care a fost interzisă sau restrânsă în mass-media și filme. Astfel, programele TV în limba rusă sunt subtitrate în ucraineană, cu excepția filmelor în rusă realizate în perioada sovietică.

Conform Constituției Republicii Autonome Crimeea, ucraineana este singura limbă oficială a republicii. Totuși, constituția republicii recunoaște limba rusă ca limbă a majorității populației și îi garantează utilizarea "în toate sferele vieții publice". Similar, tătarei crimeene (limba unei minorități de 12% din populația republicii) îi este garantată protecția specială a statului, ca și "limbile celorlalte naționalități". Vorbitorii de rusă constituie o majoritate importantă a populației Crimeei (77%), vorbitorii de ucraineană constituind doar 10,1%, iar cei ai tătarei crimeene 11,4%. Dar, în viața de zi cu zi, majoritatea ucrainenilor și tătarilor din Crimeea folosesc și ei rusa.
De la izbucnirea războiului ruso-ucrainean în 2014 și, în mare măsură, de la începutul invaziei ruse în 2022, interesul pentru limba, cultura și istoria ucraineană a crescut semnificativ în societatea ucraineană. În același timp, există o respingere masivă și uneori ostilitate față de limba rusă. Sprijinul pentru ideea de a acorda limbii ruse un statut oficial în întreaga Ucraină sau în unele dintre regiunile sale a atins cel mai scăzut nivel din întreaga perioadă analizată.
În același timp, Rusia urmărește o politică de rusificare forțată a teritoriilor ucrainene pe care le ocupă: școlile predau exclusiv în limba rusă, chiar și în așezările în întregime vorbitoare de ucraineană, iar manualele ucrainene sunt interzise. Potrivit unui raport al organizației pentru drepturile omului Human Rights Watch, Rusia îndoctrinează școlarii din teritoriile ocupate cu propagandă antiucraineană, iar oficialii ruși au luat și continuă să ia măsuri pentru a elimina limba ucraineană, încălcând o serie de dispoziții ale dreptului internațional. Copiii ucraineni deportați forțat în Rusia sunt, de asemenea, supuși rusificării.

## Politică și organizare
Ucraina este o republică guvernată după un sistem semiprezidențial. Președintele este ales prin vot popular direct pentru un mandat de cinci ani.
Puterea legislativă este reprezentată de un parlament unicameral cu 450 de membri, numit Verhovna Rada. Parlamentul este responsabil de formarea Cabinetului de Miniștri, condus de Primul Ministru.
Legile, actele parlamentului și cabinetului, decretele prezidențiale și actele Parlamentului Crimeei pot fi abrogate de Curtea Constituțională, dacă încalcă Constituția Ucrainei. Alte acte normative sunt și ele supuse verificărilor juridice. Curtea Supremă este instanța judecătorească supremă.
Oficial, este garantată autonomia locală. Consiliile locale și primarii sunt aleși prin vot și exercită control asupra bugetelor locale. Liderii administrațiilor regionale sunt numiți de președinte.
În Ucraina activează un număr mare de partide politice, dintre care multe au foarte puțini membri și nu sunt de notorietate. Partidele mici se reunesc adesea în coaliții largi pentru a participa la alegerile parlamentare.

### Armata

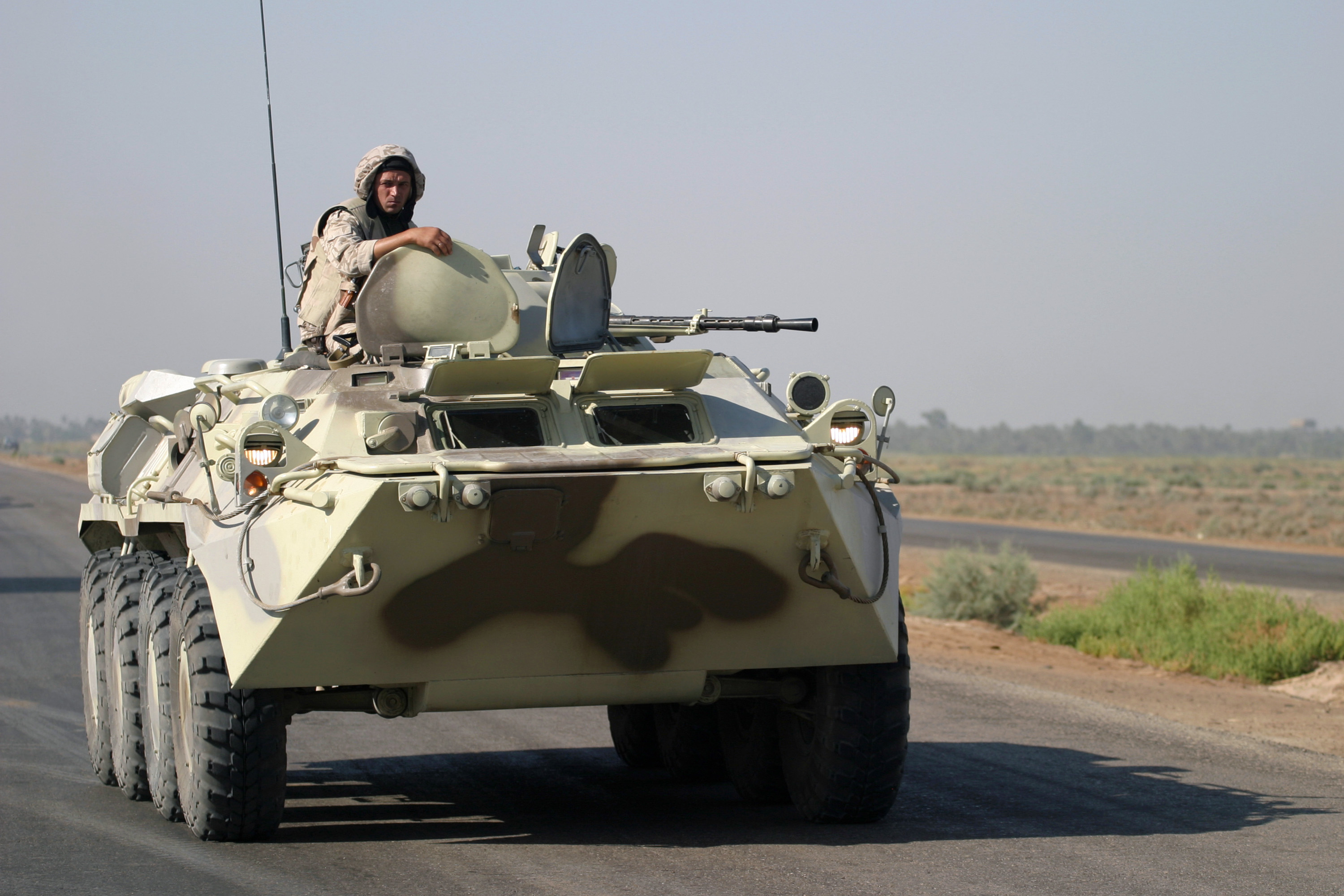
Soldați ai armatei ucrainene într-un BTR-80, în Irak

După prăbușirea Uniunii Sovietice, Ucraina a moștenit o forță militară de 780.000 de oameni pe teritoriul său, echipată cu al treilea arsenal nuclear ca dimensiune din lume. În mai 1992, Ucraina a semnat Tratatul pentru Reducerea Armelor Strategice (START) prin care a acceptat să cedeze Rusiei toate armele nucleare pentru a fi distruse și să se alăture Tratatului de Neproliferare a Armelor Nucleare ca stat fără arme nucleare. Ucraina a ratificat tratatul în 1994 și, până în 1996, a renunțat complet la armamentul nuclear. Armata Ucrainei este a doua ca efectiv din Europa, după cea rusă.
Ucraina a făcut progrese și în sensul reducerii armelor convenționale. A semnat Tratatul Forțelor Armate Convenționale din Europa, care cere reducerea efectivului de tancuri, artilerie și blindate. Țara plănuiește să renunțe la stagiul militar obligatoriu, pentru a trece la o armată profesionistă până în 2011.
Ucraina joacă un rol și în operațiunile de menținere a păcii. Trupe ucrainene sunt desfășurate în Kosovo ca parte a unui batalion polono-ucrainean. O unitate ucraineană a fost desfășurată în Liban, sub egida ONU, pentru aplicarea acordurilor de încetare a focului. De asemenea, un batalion ucrainean a fost prezent în Sierra Leone. În 2003–05, o unitate ucraineană a luptat în Irak, în cadrul Forței Multinaționale din Irak, sub comandă poloneză. Numărul total al soldaților ucraineni activi în teatrele de operațiuni din lume este de 562.
În urma obținerii independenței, Ucraina s-a declarat stat neutru. Țara a avut un parteneriat militar limitat cu Rusia și alte țări CSI și un parteneriat cu NATO, din 1994. În anii 2000, guvernul a înclinat din ce în ce mai mult către NATO, și cooperarea cu Alianța Nord-Atlantică a fost reglementată prin Planul de Acțiune NATO-Ucraina semnat în 2002. Ulterior, s-a convenit ca chestiunea aderării la NATO să fie stabilită în urma unui referendum național.

## Împărțire administrativă

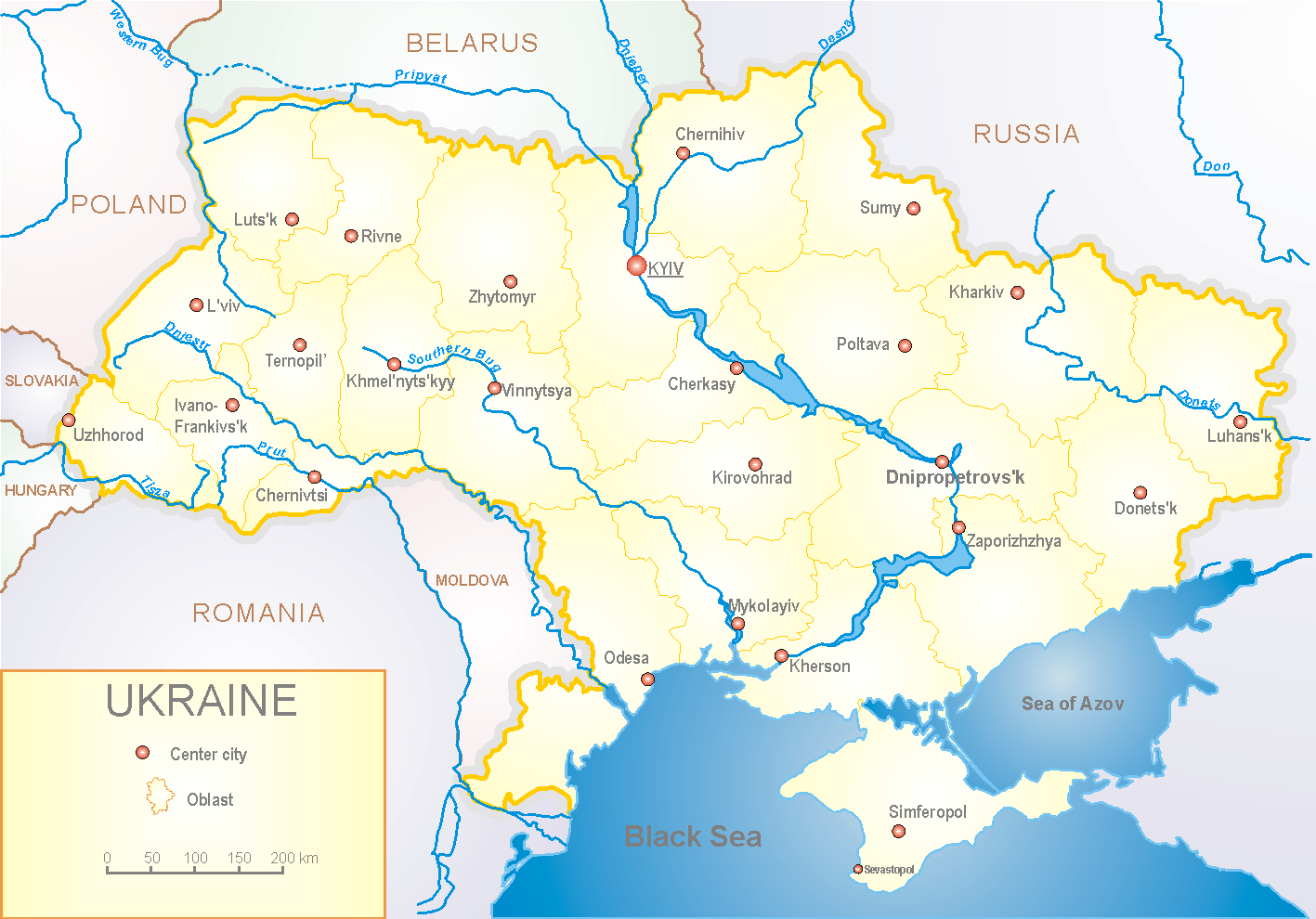
Împărțirea administrativă a Ucrainei

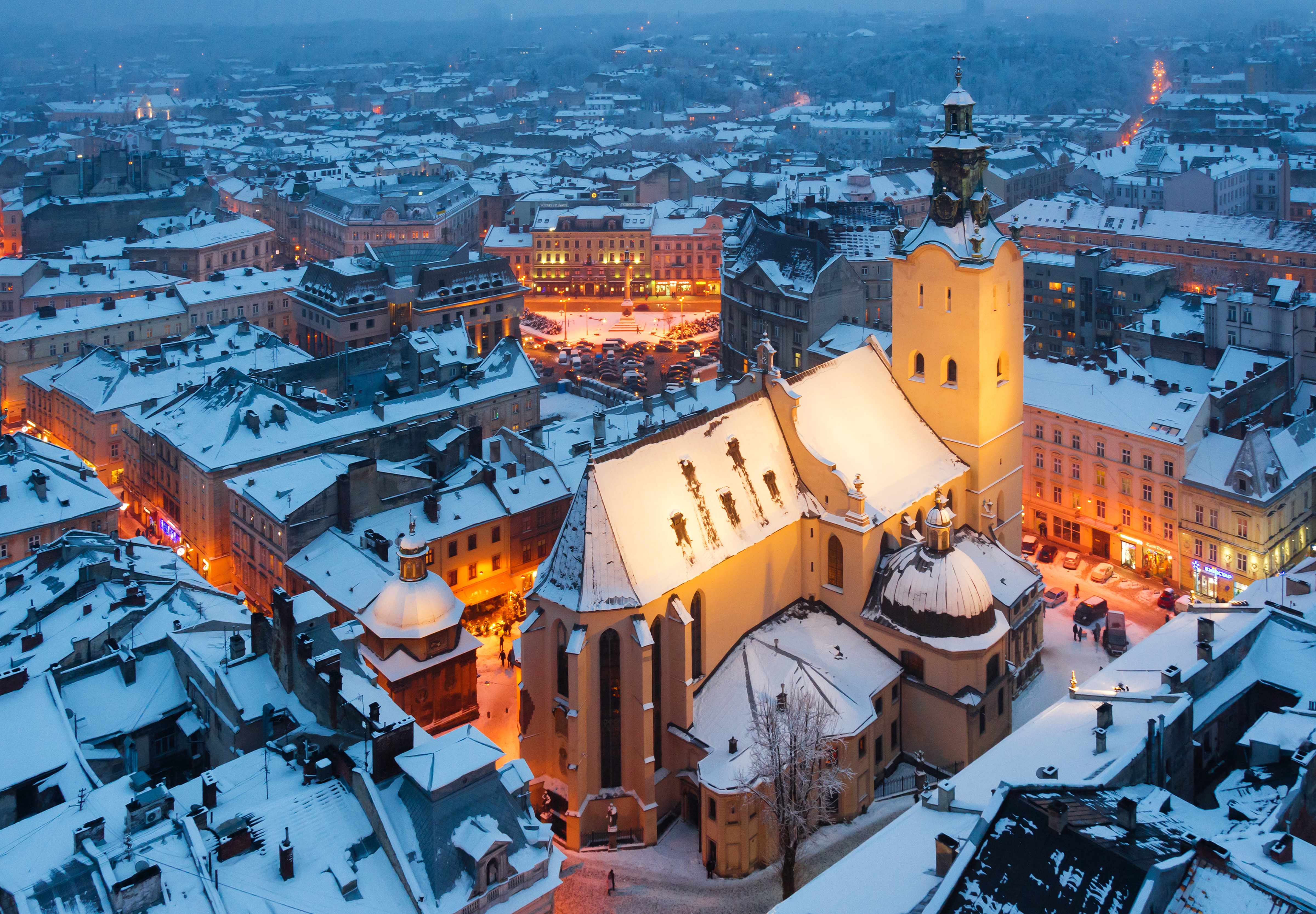
Liov - mai mare și cel mai important oraș din vestul Ucrainei

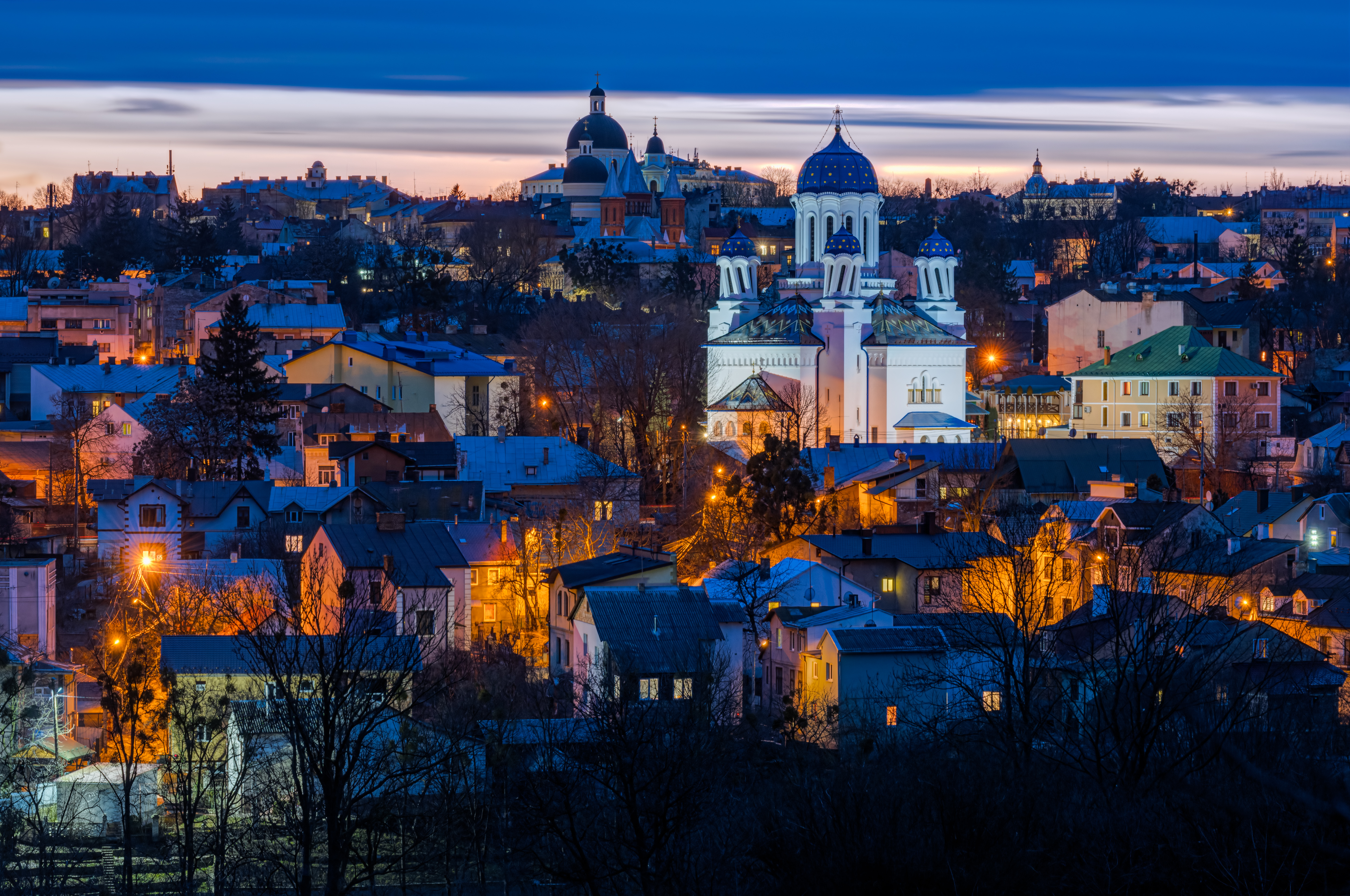
Cernăuți

Ucraina este subdivizată în 24 de oblastii, 1 republică autonomă (avtomna respublica) în Crimeea, două municipii (mista, singular - misto) cu statut de regiune și 494 de raioane. 
| - Cercasî - Cernăuți - Cernihiv - Dniepropetrovsk - Donețk - Harkiv - Herson - Hmelnițki - Ivano-Frankivsk - Jitomir - Kirovograd - Kiev (municipiu) - Kiev (regiune) - Livov | - Luhansk - Mîkolaiv - Odesa - Poltava - Republica Autonomă Crimeea - Rivne - Sevastopol - Sumî - Tarnopol - Vinița - Volîn - Transcarpatia - Zaporoje |

Ucraina are 176 de orașe de subordonare regională (обласного значення) și 279 de orașe de subordonare raională (районного значення). În plus, mai există 886 de așezări de tip urban (селищ міського типу) și 28.552 de localități rurale, din care 27197 comune (сільські ради) și 1365 sate fără administrație proprie (селищні ради).

## Economia

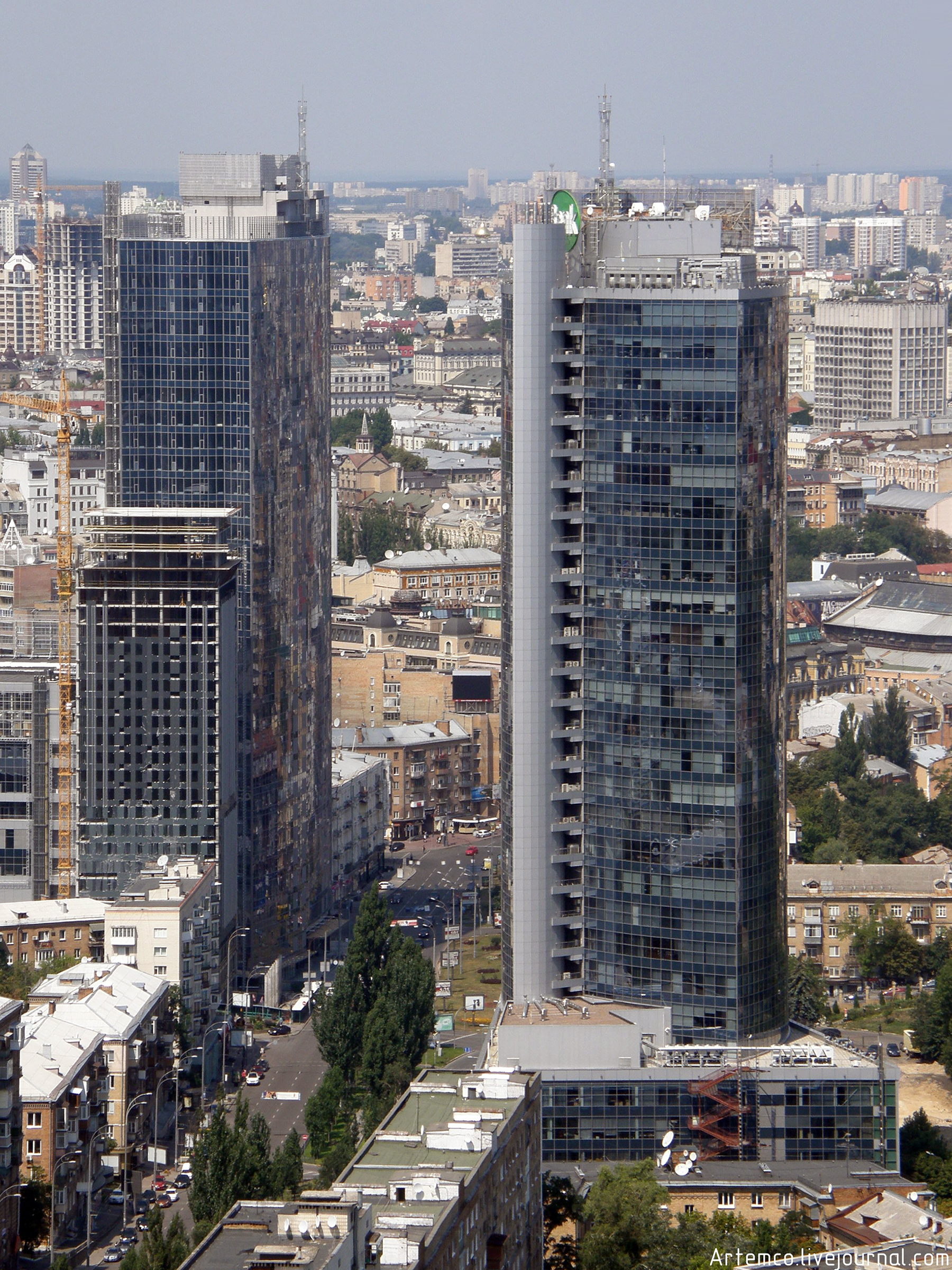
Kiev - cel mai important centru industrial și comercial al țării.

În perioada sovietică, economia ucraineană era a doua ca mărime din URSS, reprezentând o importantă componentă industrială și agricolă a economiei planificate a uniunii. În urma prăbușirii sistemului sovietic, țara a trecut de la economia planificată la o economie de piață. Tranziția a fost dificilă pentru majoritatea populației, care a căzut în sărăcie. Economia Ucrainei a scăzut puternic în anii de după prăbușirea URSS. Viața de zi cu zi a ucraineanului de rând era grea. Un număr semnificativ de cetățeni din regiunile rurale ale țării au supraviețuit doar hrănindu-se cu ceea ce cultivau pe pământurile lor, lucrând în câte două locuri de muncă și obținând bunurile de strictă necesitate prin schimburi în natură.
În 1991 guvernul a liberalizat majoritatea prețurilor pentru a combate penuria, dar nu a reușit să rezolve problema. În același timp, guvernul a continuat să subvenționeze sectoarele de stat din industrie și agricultură prin emisii monetare fără acoperire. Politica monetară lejeră de la începutul anilor 1990 a dus inflația la nivele foarte mari. Ucraina deține recordul mondial de inflație pe un an calendaristic, pentru inflația din 1993. Cei care trăiau pe baza unui venit fix au suferit cel mai mult. Prețurile s-au stabilizat doar după introducerea noii monede, grivna, în 1996.

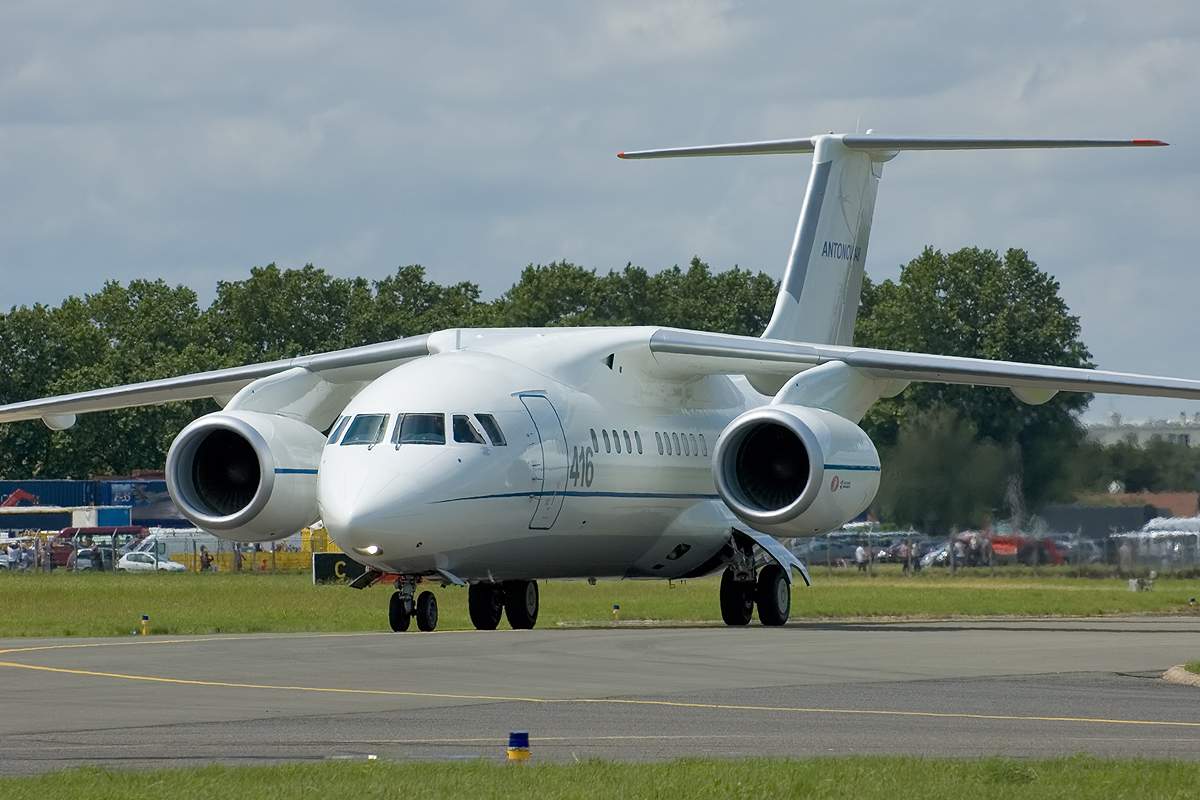
Un avion Antonov An-148 de fabricație ucraineană

Țara a implementat foarte lent reformele structurale. După obținerea independenței, guvernul a elaborat un cadru legal pentru privatizare. Totuși, rezistența la reformă din cadrul guvernului, ca și cea venită din partea unei părți semnificative a populației, a blocat eforturile de reformă. Un număr mare de întreprinderi de stat au fost scutite de privatizare. Între timp, până în 1999, producția a scăzut la mai puțin de 40% din nivelul anului 1991, dar și-a revenit, atingând din nou nivelul respectiv până în anul 2006.
PIB-ul (PPP) Ucrainei din 2007, calculat de FMI, este pe locul 29 în lume, cu o valoare estimată de 399,866 miliarde de dolari. PIB-ul nominal (în dolari americani, calculat la rata de schimb a pieței) a fost de 140,5 miliarde de dolari, al 41-lea din lume. Până în decembrie 2007 salariul mediu nominal în Ucraina a atins 1.774 grivne pe lună. În ciuda faptului că a rămas în urma țărilor vecine central-europene, creșterea anuală a salariului mediu în termeni reali este de 20% pentru perioada 2001–2006.
La începutul anilor 2000 economia a arătat o puternică creștere bazată pe export, de 5 până la 10%, producția industrială crescând cu mai mult de 10% pe an. Ucraina produce aproape toate tipurile de vehicule de transport și nave spațiale. Avioanele Antonov și camioanele KrAZ sunt exportate în multe țări. Majoritatea exporturilor Ucrainei sunt îndreptate spre țările Uniunii Europene și ale Comunității Statelor Independente. De la independență, Ucraina și-a păstrat propria agenție spațială, Agenția Spațială Națională a Ucrainei. Primul astronaut care a ieșit în spațiu din partea Ucrainei a fost Leonid Kadeniuk la 13 mai 1997. Ucraina a devenit participant activ în explorarea științifică a spațiului. Între 1991 și 2007, au fost lansați șase sateliți și 101 vehicule spațiale ucrainene, această țară continuând să proiecteze nave spațiale.

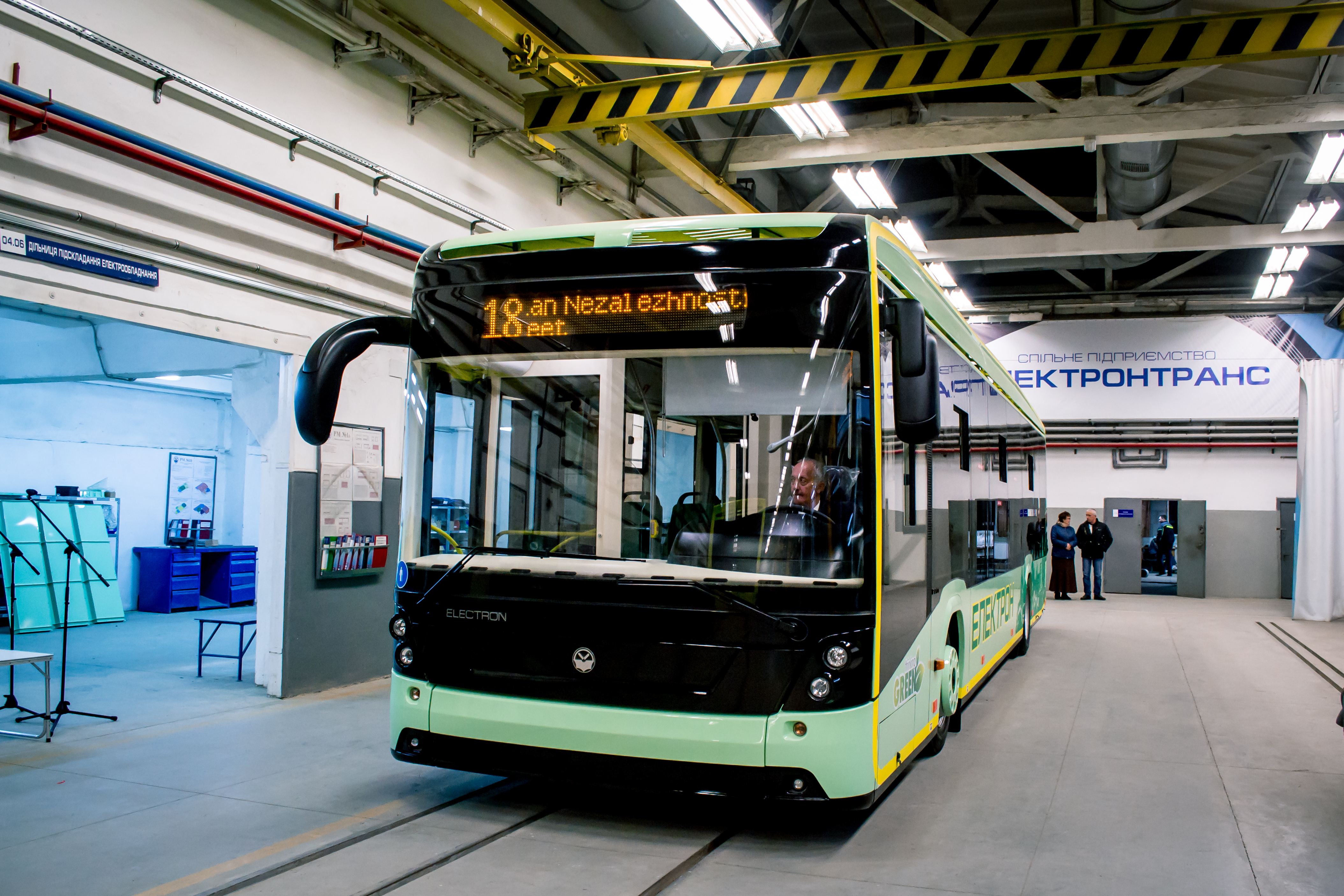
Autobuz electric Electron E19101

Ucraina își importă majoritatea resurselor de energie, în special petrolul și gazele naturale, și depinde în mare măsură de Rusia ca furnizor de energie. În timp ce 23% din gazele naturale din Ucraina provin din surse interne, aproximativ 36% provin din Rusia iar restul de 42% din Asia Centrală, prin rute de tranzit controlate de Rusia. În același timp, 84% din gazul rusesc este livrat în Europa de Vest prin Ucraina.
Banca Mondială a clasificat Ucraina ca un stat cu venit mediu. Printre problemele semnificative se numără infrastructura și transportul subdezvoltate, corupția și birocrația. În 2007, bursa ucraineană de acțiuni a înregistrat a doua creștere din lume cu 130 de procente. Conform CIA, în 2006 capitalizarea bursei de acțiuni a Ucrainei a fost de 42,87 miliarde de dolari. Printre sectoarele în creștere ale economiei ucrainene se numără piața IT, care le-a depășit pe toate cele din celelalte țări central- și est-europene în 2007, crescând cu aproximativ 40 de procente.

### Industria auto
Numărul total de mașini înmatriculate în Ucraina depășește 6 milioane de unități.
În anul 2008, vânzările de mașini noi au fost de 623.000 de unități, în creștere cu aproape 15% față de anul 2007.
În Ucraina activează patru producători auto.
Cel mai important este Zaporozhye (ZAZ), care produce autovehicule low-cost.
Uzina a încheiat un parteneriat cu General Motors și produce mașini sub brandurile Opel, Chevrolet și Daewoo. 
Electrontrans este producător ucrainean de tramvaie, troleibuze, autobuze electrice, unități și piese de schimb.

## Cultura

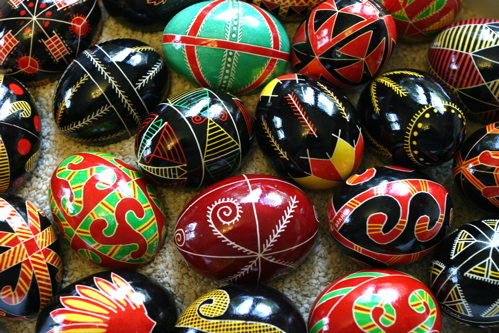
Ouă încondeiate (pîsankî) din Volînia

Obiceiurile ucrainene sunt puternic influențate de creștinism, religia cu cei mai mulți practicanți în țară. Rolurile sexelor tind să fie și ele repartizate în manieră tradițională, bunicii jucând un rol mai mare în educația copiilor decât în țările occidentale. Cultura ucraineană a fost influențată și de vecinii de la vest și de la est ai țării, fapt ce se reflectă în artele plastice, arhitectură și muzică.
Epoca comunistă a avut un efect puternic asupra artelor. În 1932, Stalin a impus realismul socialist ca politică de stat în Uniunea Sovietică, promulgând decretul "pentru reconstrucția organizațiilor artistice și literare". Această manieră controlată de stat a inhibat în mare măsură creațiile originale. În timpul anii 1980, a fost introdusă politica glasnost (deschiderea) și artiștii sovietici au fost mai liberi să se exprime.
Tradiția vopsirii ouălor de Paști, cunoscute sub numele de pîsankî, datează de multă vreme în Ucraina. Pe ouă se desenează cu ceară pentru a se realiza formele; apoi, se aplică vopseaua pentru a le colora, aceasta neacoperind părțile trasate cu ceară. După ce se vopsește oul, se înlătură ceara, lăsând doar formele colorate. Această tradiție este mai veche de o mie de ani, dinaintea apariției creștinismului în Ucraina.
Bucătăria tradițională ucraineană se bazează pe carne de pui, porc, vită, pește și ciuperci. De asemenea, ucrainenii mănâncă mulți cartofi, cereale și legume proaspete și murate. Printre mâncărurile tradiționale ucrainene se numără varenîkî (găluște fierte cu ciuperci, cartofi, varză, brânză sau cireșe), borș și holubțî (un fel de sarmale umplute cu orez, morcovi și carne). Printre specialitățile ucrainene se numără și puiul Kiev și prăjitura Kiev. Băuturile preferate ale ucrainenilor sunt compotul, sucurile, laptele, iaurtul, apa minerală, ceaiul și cafeaua, precum și berea, vinul și horilka.

### Patrimoniu
Între 1990-2013 pe lista patrimoniului mondial UNESCO au fost incluse 8 obiective culturale sau naturale din Ucraina.

### Literatura

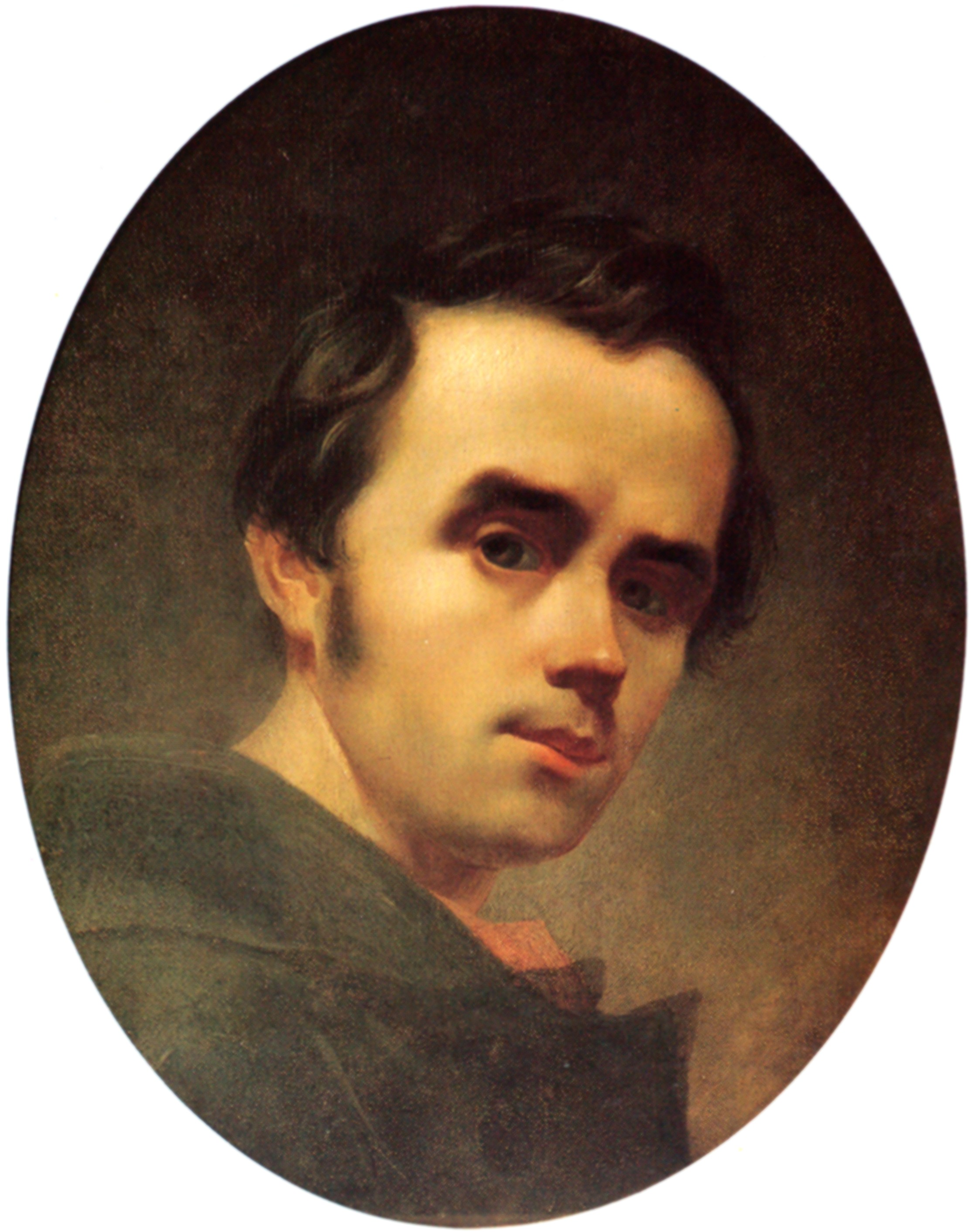
Taras Șevcenko (1814–1861), autoportret din 1840

Istoria literaturii ucrainene datează din secolul al XI-lea, după creștinarea Rusiei Kievene. Scrierile vremii erau mai ales bisericești și erau scrise în slavonă. Relatările istorice ale vremii sunt denumite cronici, iar cea mai semnificativă cronică a perioadei este cronica lui Nistor. Activitatea literară a suferit un declin puternic în timpul invaziei mongole.
Literatura ucraineană a reînceput să se dezvolte în secolul al XIV-lea, și a înregistrat progrese deosebite în secolul al XVI-lea odată cu introducerea tiparului și cu începutul perioadei de glorie a cazacilor, sub dominație rusească și polonă. Cazacii au stabilit o societate independentă și au popularizat un gen nou de poem epic, care a marcat un vârf al literaturii orale ucrainene. Aceste progrese au fost apoi anulate în secolul al XVII-lea și la începutul secolului al XVIII-lea, când publicarea în limba ucraineană a fost descurajată. Dar până la sfârșitul secolului al XVIII-lea limba ucraineană literară modernă s-a perfecționat.
Secolul al XIX-lea a debutat în Ucraina cu o perioadă de promovare a limbii locale, inițiată de Ivan Kotliarevski cu lucrarea sa Eneida, prima lucrare publicată scrisă în ucraineana modernă. Până în anii 1830, a început dezvoltarea romantismului ucrainean, fiind perioada de glorie a celei mai importante figuri a culturii naționale ucrainene, pictorul și poetul romantic Taras Șevcenko. Ivan Kotliarevski este considerat părintele literaturii în limba ucraineană, iar Șevcenko este simbolul renașterii naționale. Apoi, în 1863, utilizarea limbii ucrainene în tipărituri a fost interzisă de Imperiul Rus. Aceasta a afectat grav activitatea literară din regiune, iar scriitorii ucraineni au fost obligați fie să publice în limba rusă, fie să-și publice lucrările în Galiția austriacă. Interdicția nu a fost ridicată oficial, dar, în urma revoluției din 1917 și a venirii la putere a bolșevicilor, a fost ignorată.
Literatura ucraineană a continuat să înflorească în primii ani ai perioadei sovietice, când erau acceptate aproape toate curentele literare. Lucrurile s-au schimbat drastic în anii 1930, când Stalin și-a implementat politica de realism socialist. Doctrina nu era îndreptată direct împotriva literaturii în limba ucraineană, dar a impus ca autorii să folosească un anumit stil în lucrările lor. Activitățile literare au continuat să fie limitate în perioada comunistă și doar după obținerea independenței Ucrainei, în 1991, scriitorii au fost liberi să se exprime după cum doreau.

### Sport

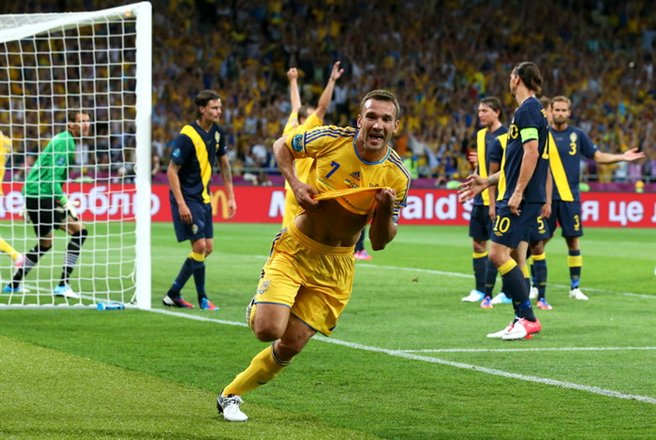
Andrei Șevcenko

Ucraina a profitat de pe urma accentului pus de conducerea sovietică pe educația fizică. Astfel de politici au lăsat Ucrainei sute de stadioane, bazine, săli de sport și alte elemente de infrastructură sportivă. Cel mai popular sport în Ucraina este fotbalul. Competiția națională de cel mai înalt nivel este Vîșcea Liha, primul eșalon fotbalistic ucrainean. Cele mai de succes cluburi din Vîșcea Liha sunt marile rivale Dinamo Kiev și Șahtior Donețk. Deși Șahtior este campioană a Ucrainei, Dinamo Kiev are cel mai bogat palmares din istoria fotbalului ucrainean, fiind de două ori câștigătoare a Cupei Cupelor, a unei supercupă a Europei, de 13 ori campioană a URSS și de 12 ori campioană a Ucrainei, în timp ce Șahtior a câștigat doar patru campionate ale URSS și patru ale Ucrainei. Mulți fotbaliști ucraineni au jucat în echipa națională a Uniunii Sovietice, cei mai importanți fiind Igor Belanov și Oleg Blohin, câștigători ai Balonului de Aur pentru cel mai bun fotbalist al anului. După căderea Uniunii Sovietice, un singur ucrainean a mai câștigat acest trofeu, și anume Andrei Șevcenko, căpitanul echipei naționale ucrainene. Echipa națională a debutat în turneele finale de campionat mondial sau european în Campionatul Mondial de Fotbal din 2006, atingând faza sferturilor de finală, fiind învinși de Italia.
Alți sportivi ucraineni cu rezultate notabile sunt boxerii Vitali și Vladimir Kliciko, cei doi frații obținând titlul mondial la categorie grea, precum și atletul Serhii Bubka, multiplu campion mondial si olimpic la săritura cu prăjina si deținătorul recordului mondial în aer liber cu o performanță de 6.14 m.
Ucraina a debutat la olimpiade la ediția din 1994 a Jocurilor Olimpice de iarnă. Deocamdată, Ucraina a avut mult mai mult succes la Olimpiadele de vară — 69 de medalii la trei ediții — la cele de iarnă obținând doar cinci medalii la patru ediții. Ucraina este plasată pe locul 36 după numărul de medalii câștigate în istoria Jocurilor Olimpice, toate țările plasate pe un loc mai bun, cu excepția Rusiei, fiind prezente la mai multe ediții.

### Religia

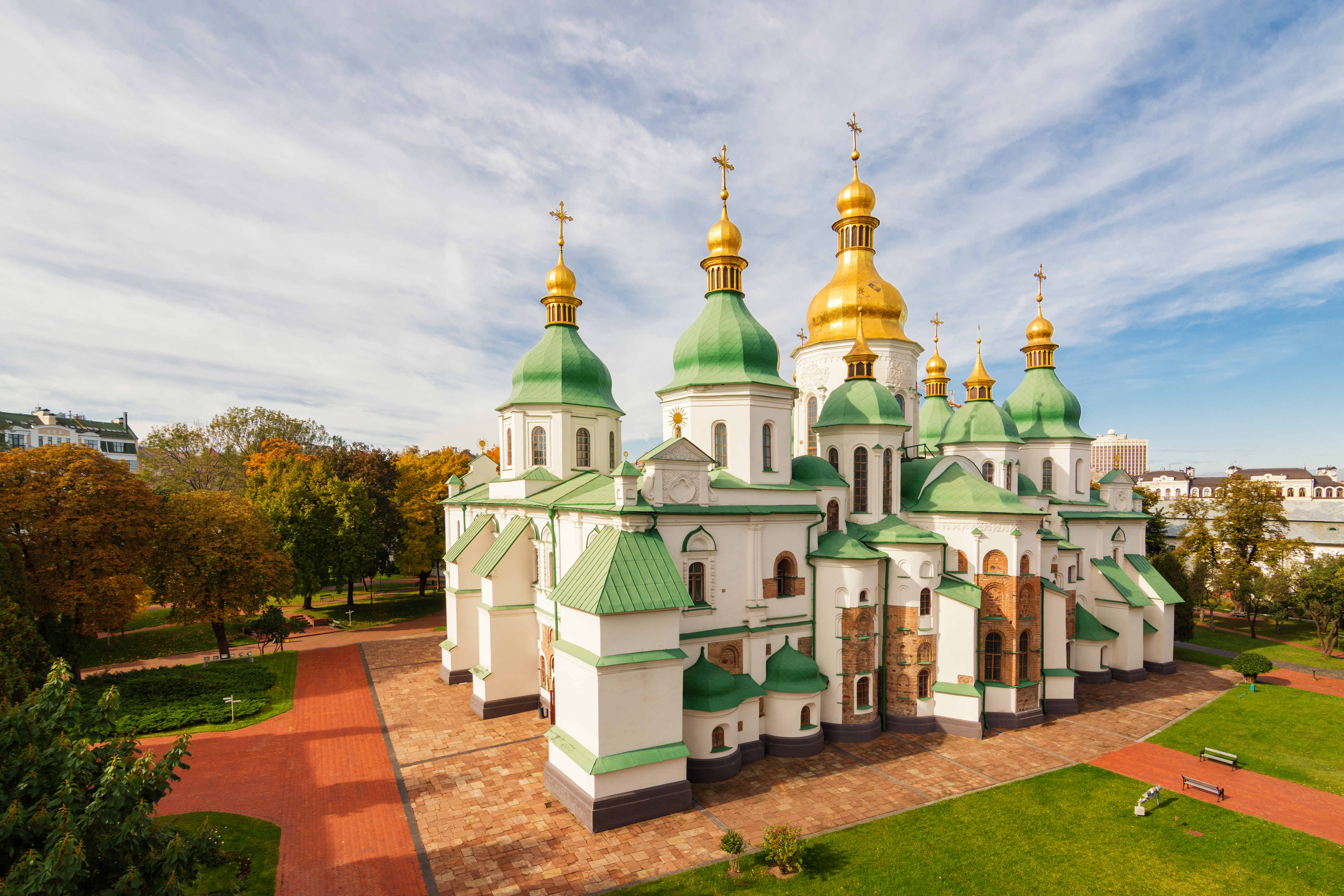
Catedrala Sfânta Sofia din Kiev, monument înscris în Patrimoniul Mondial UNESCO

Confesiunea majoritară în Ucraina este creștinismul ortodox, ai cărui credincioși sunt împărțiți în trei ramuri: Biserica Ortodoxă Ucraineană, aflată sub administrarea Patriarhiei de la Moscova, Biserica Ortodoxă Ucraineană (Patriarhia Kievului), și Biserica Ortodoxă Ucraineană Autocefală.

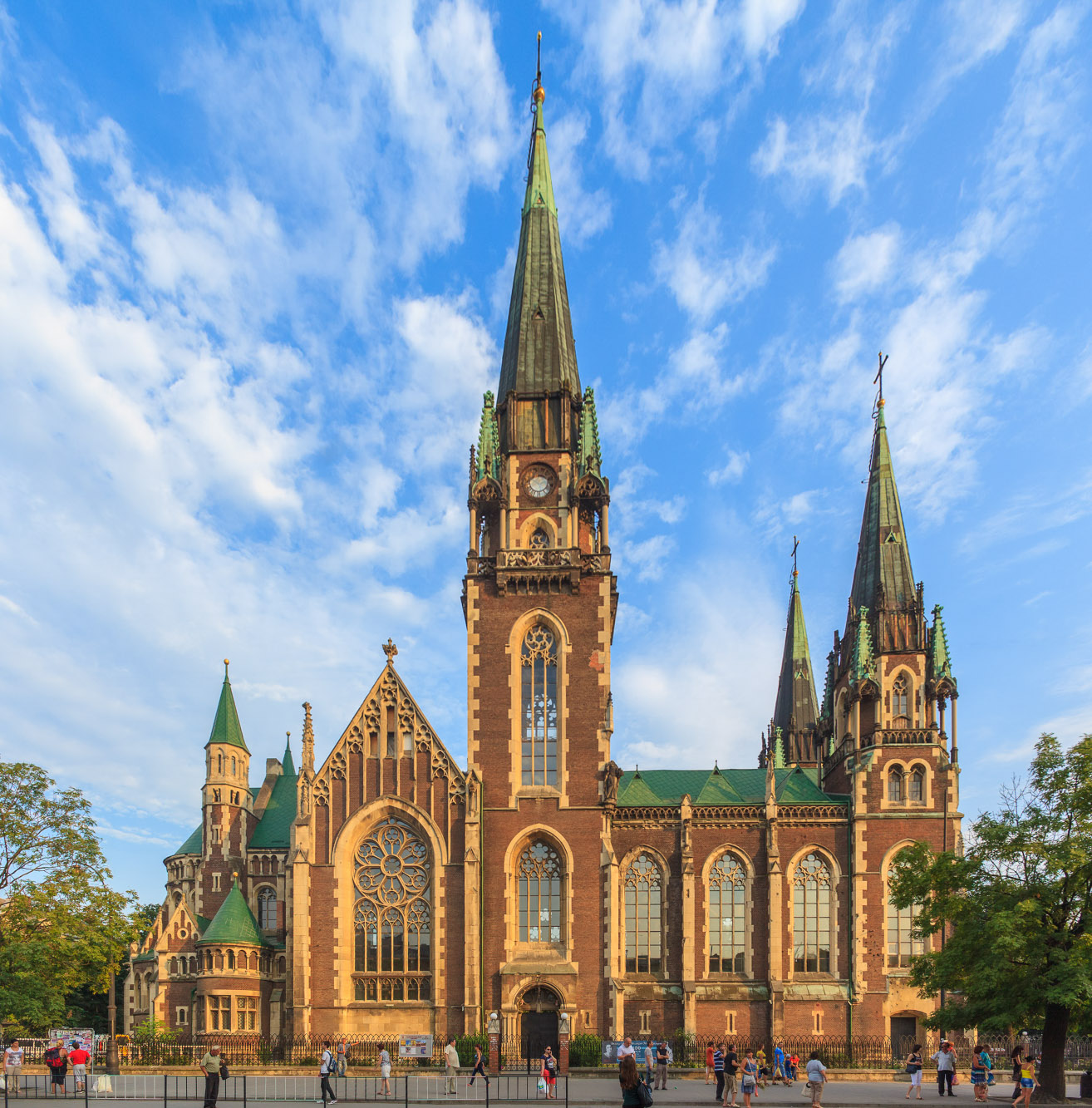
O biserică Catolică din Liov

Pe locul doi ca număr de credincioși este Biserica Greco-Catolică Ucraineană, care practică aceleași tradiții spirituale și liturgice ca și ortodoxia, și recunoaște primatul papei ca lider al creștinătății. Întâistătătorul Bisericii Greco-Catolice Ucrainene este arhiepiscopul Sviatoslav Șevciuc.
În Ucraina există de asemenea 863 de comunități romano-catolice, 474 clerici și un milion de credincioși romano-catolici. Grupul formează aproximativ 2,19% din populație și constă preponderent din etnici polonezi, care trăiesc mai ales în zona de vest a țării.

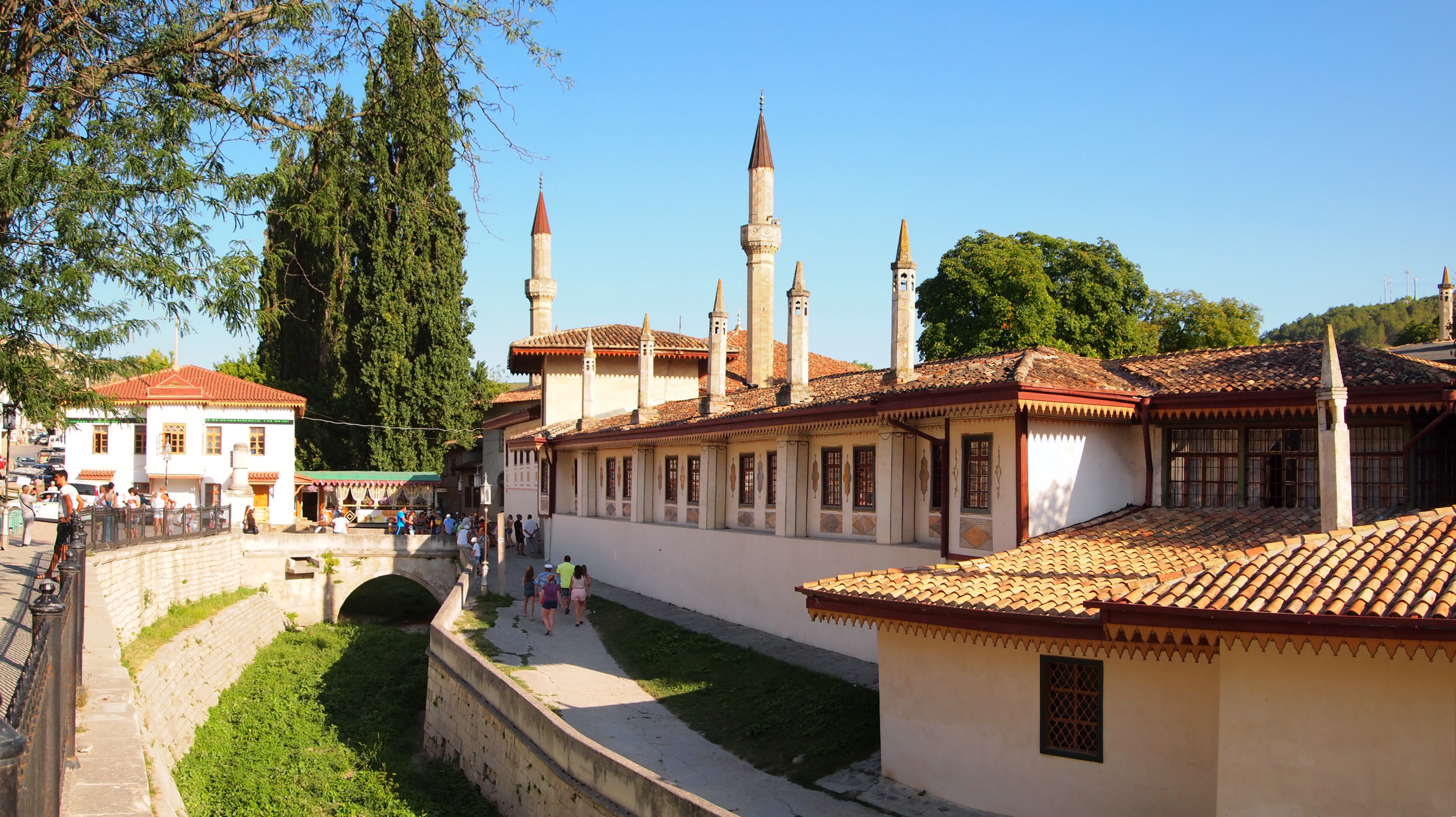
Palatul Hanului Crimeei din Bahcisarai este centrul Islamului în Ucraina și un monument din Patrimoniul Mondial UNESCO.

Creștinii protestanți formează și ei 2,19% din populație. Numărul protestanților a crescut mult după independența Ucrainei. Uniunea Evanghelică Baptistă din Ucraina este cel mai mare grup, cu peste 150.000 de membri și aproximativ 3000 de clerici. A doua biserică protestantă ca mărime este cea penticostală cu 110.000 de membri, peste 1500 de biserici locale și peste 2000 de clerici, dar există și alte grupuri și uniuni penticostale care împreună numără peste 300.000 de credincioși, cu peste 3000 de biserici locale. Sunt și multe școli penticostale cum ar fi Seminarul Teologic Penticostal din Liov și Institutul Biblic Kiev. Printre alte grupuri se numără calviniștii, luteranii, metodiștii și adventiștii de ziua a șaptea. Există și comunități de mormoni.
Sunt aproximativ 500.000 de musulmani în Ucraina, aproximativ 300.000 din aceștia fiind tătari crimeeni. Există 487 de comunități musulmane înregistrate, 368 dintre ele fiind în peninsula Crimeea. În plus, aproximativ 50.000 de musulmani trăiesc în Kiev, majoritatea născuți în străinătate.
Comunitatea evreiască este doar o mică parte din ceea ce reprezenta ea înainte de Al Doilea Război Mondial. Cultul mozaic reprezintă 0,63% din populație. Recensământul din 2001 a relevat existența a 103.600 de evrei mozaici, deși liderii comunităților susțin că populația ar fi de 300.000. Nu există statistici privind ce parte din evreii ucraineni aparțin cultului mozaic, dar iudaismul ortodox are cea mai puternică prezență în Ucraina. Sunt prezente și mici comunități reformate și conservatoare.
La 1 ianuarie 2006 existau 35 de comunități hinudse și 53 budiste în țară.

## Educația

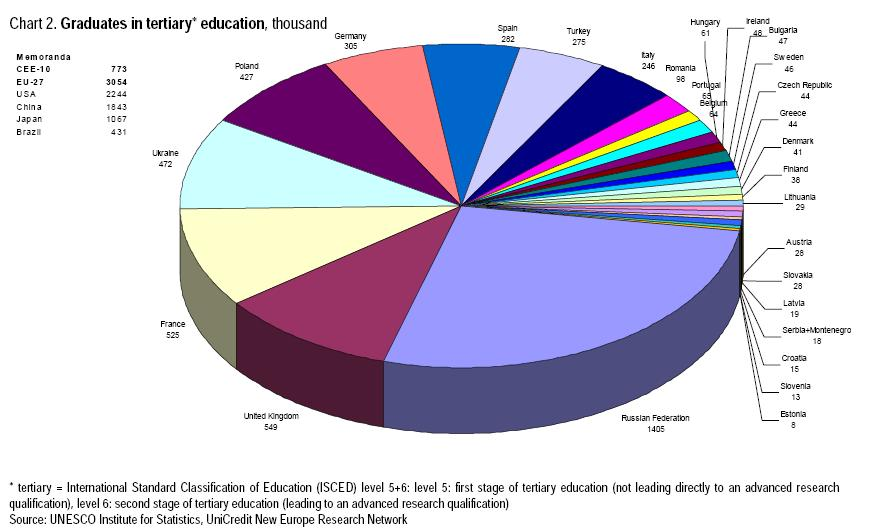
Ucraina este pe locul patru la număr de absolvenți de studii universitare și postliceale din Europa, fiind pe locul șapte ca populație

Conform Constituției Ucrainei, accesul gratuit la educație este garantat pentru toți cetățenii. Studiile gimnaziale sunt obligatorii în școlile de stat, școli ce reprezintă marea majoritate a instituțiilor de învățământ. Educația la nivel liceal este furnizată pe baze concurențiale. Există și un mic număr de licee și universități particulare acreditate.
Datorită accentului pus de URSS pe accesul total la educație pentru toți cetățenii, rata alfabetizării este de aproximativ 99,4%. Din 2005, programul de studii de unsprezece clase a fost înlocuit cu unul de douăsprezece clase: școala primară durează patru ani (începând la șase ani), educația gimnazială durează cinci ani, iar liceul durează trei ani.
 În clasa a douăsprezecea, elevii dau Testele Guvernamentale, numite și examene de terminarea școlii. Aceste teste sunt folosite pentru admiterea în învățământul superior.
Sistemul ucrainean de învățământ superior este compus din instituții și organisme științifice și metodologice la nivel federal, municipal și din organizații autonome de educație. Organizarea învățământului superior în Ucraina este efectuată conform structurii educaționale a statelor dezvoltate, așa cum este ea definită de UNESCO și de ONU.

## Infrastructura

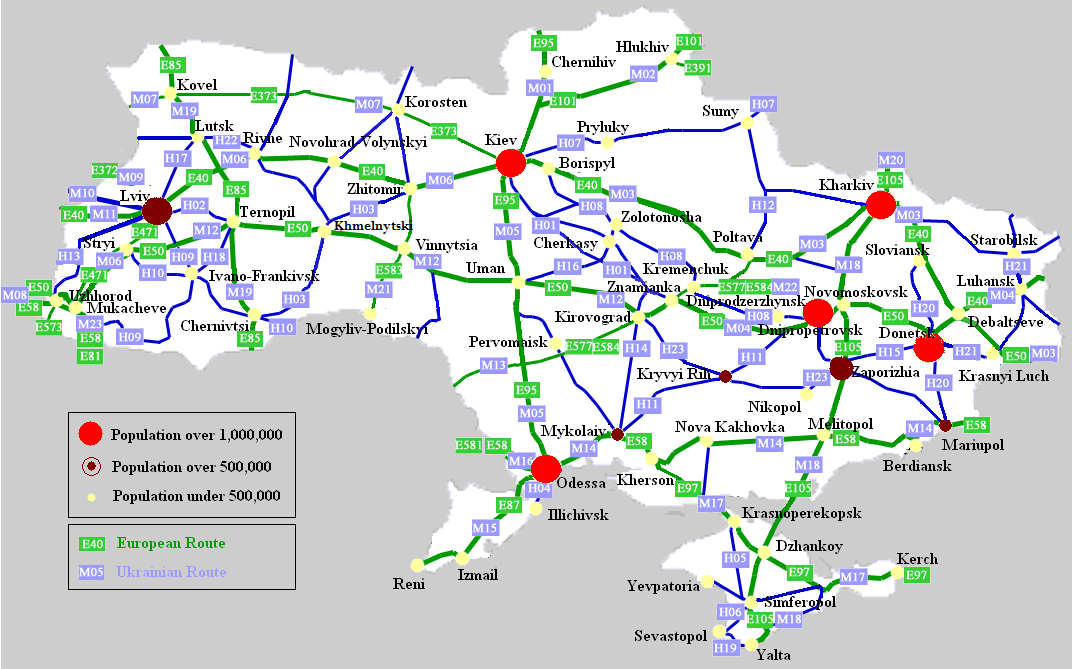
Drumurile din Ucraina

Mare parte din sistemul rutier ucrainean datează din perioada sovietică, și este rămas în urmă. Guvernul ucrainean s-a angajat să construiască 4.500 km de autostrăzi până în 2012. În total, drumurile asfaltate din Ucraina reprezintă 164.732 km de drumuri. Transportul feroviar din Ucraina are rolul de a face legătura între principalele zone urbane, porturi și centre industriale și țările vecine. Cea mai mare concentrație de căi ferate se află în regiunea Donbas. Deși volumul de marfă transportată pe calea ferată a scăzut cu 7,4% în 1995 comparativ cu 1994, Ucraina este încă una din țările care se bazează puternic pe transportul feroviar. Lungimea totală a căilor ferate din Ucraina este de 22.473 km, din care 9.250 km sunt electrificați.
Ucraina este unul din cei mai mari consumatori europeni de energie, consumând de două ori mai multă energie decât Germania, pe unitatea de PIB. O mare parte din energia folosită de Ucraina provine din surse nucleare, țara primind mare parte din combustibilul său nuclear din Rusia. Restul de petrol și gaze naturale este importat tot din fosta Uniune Sovietică. Ucraina este puternic dependentă de energia nucleară. Cea mai mare centrală nucleară din Europa, centrala termonucleară Zaporijia, se află în Ucraina. În 2006, guvernul planifica să construiască 11 noi reactori nucleari până în anul 2030, aproape dublând efectiv cantitatea de energie produsă în prezent. Sectorul energetic ucrainean este al doisprezecelea din lume în termeni de putere instalată, cu 54 GW. Energia regenerabilă joacă un rol foarte modest în ce privește producția de energie electrică, în 2005 producția energetică fiind asigurată din următoarele surse: nucleară (47%), termică (45%), hidrocentrale și altele (8%).
Ucraina consumă anual aproximativ 40-45 miliarde de metri cubi de gaze naturale, jumătate din această cantitate fiind cumpărată anterior de la compania rusă Gazprom, care, în iunie 2014, a oprit complet livrările de gaze către teritoriul ucrainean din cauza unor dispute legate de preț și datoriile Ucrainei.